# Fallschirm-Panzer-Division 1. Hermann Göring
Fallschirm-Panzer-Division 1. Hermann Göring (Primeira Divisão Paraquedista-Panzer Hermann Göring - abreviada Fallschirm-Panzer-Div 1 HG) foi uma divisão de elite da Luftwaffe. Uma divisão de combate terrestre, prestou serviço no Norte de África, na Sicília, na Itália e na Frente Oriental.
A divisão começou como uma unidade policial do tamanho de um batalhão em 1933. Com o tempo, a unidade cresceu para um regimento, brigada, divisão e, finalmente, foi combinada com a Fallschirm-Panzer-Division 2. Hermann Göring em 1º de maio de 1944 para formar um Panzerkorps sob o comando de então Reichsmarschall. A unidade se rendeu ao exército soviético perto de Dresden em 8 de maio de 1945.
Seu efetivo foi inicialmente recrutado de voluntários de organizações nazistas como a Juventude Hitlerista, mais tarde recebendo elementos do Exército (especialmente tropas Panzer) e conscritos da Luftwaffe. A unidade estava aquartelada em Berlim, no recém-construído quartel Hermann Göring (hoje o quartel Julius Leber) e em Velten; sendo nomeado em homenagem ao Reichsmarschall e Comandante-em-Chefe da Luftwaffe Hermann Göring. Essa nomenclatura pretendia estabelecer uma conexão estreita entre as unidades da Wehrmacht e o nacional-socialismo, ao mesmo tempo em que documentava o poder doméstico dentro da hierarquia do partido. Entre suas missões de combate, a Hermann Göring manteve forças de guarda, tais como uma guarda na propriedade do Reichsmarschall em Carinhall e a defesa Flak do quartel-general e do trem pessoal de Hitler.
A divisão, durante seu tempo na Itália, cometeu uma série de crimes de guerra e, juntamente com a 16.ª Divisão Panzergrenadier SS Reichsführer-SS, estava desproporcionalmente envolvida em massacres da população civil, as duas divisões respondendo por aproximadamente um terço de todos os civis mortos em crimes de guerra na Itália.

## Formação

Bandeira de comando do chefe de polícia (Ordnungspolizei).

### Estabelecimento e fase inicial - Administração Policial
Quando Hitler, do Partido Nacional Socialista dos Trabalhadores Alemães (NSDAP), foi nomeado Chanceler do Reich em 30 de janeiro de 1933, o Capitão Hermann Göring foi nomeado Ministro do Interior da Prússia em fevereiro de 1933. Isso deu a ele o comando supremo de toda a polícia prussiana e uma patente de general.
Em 24 de fevereiro de 1933, Göring estabeleceu o Polizeiabteilung z. b. V. Wecke (z. B. V. que significa "para uso especial"). Sua intenção era criar uma associação policial leal ao regime NSDAP. A unidade recebeu o nome de seu comandante, Major der Schutzpolizei Walther Wecke, um veterano da Primeira Guerra Mundial e membro do NSDAP. Chegando a 400 homens, estava aquartelado no distrito de Kreuzberg, em Berlim - uma área notoriamente de classe trabalhadora de esquerda.
O batalhão logo se tornou conhecido por suas práticas brutais. Em cooperação com a Gestapo, que também estava sob o controle de Göring, o Batalhão de Polícia com Funções Especiais esteve envolvido em muitos ataques contra comunistas e social-democratas e foi responsável pela prisão de oponentes do regime.
Em junho de 1933, Göring ampliou o batalhão e o colocou sob o comando da polícia estadual (Landespolizei), tornando-se o Landespolizeigruppe Wecke z. b. V. (Grupo de Polícia Estadual de Funções Especiais Wecke), e depois Landespolizeigruppe General Göring em janeiro de 1934. No mesmo mês, sob pressão de Hitler e Himmler, Göring entregou a Himmler o controle da SS sobre a Gestapo. Para reforçar a posição de sua unidade remanescente, Göring aumentou seu tamanho e instituiu um programa de treinamento militar. Durante a Noite das Facas Longas, Hitler recorreu ao grupo da polícia estadual de Göring e à Leibstandarte SS Adolf Hitler de Himmler, que executaram muitos líderes das SA, removendo assim a formação como uma ameaça ao NSDAP.

### Controle da Força Aérea - Primeiras Missões

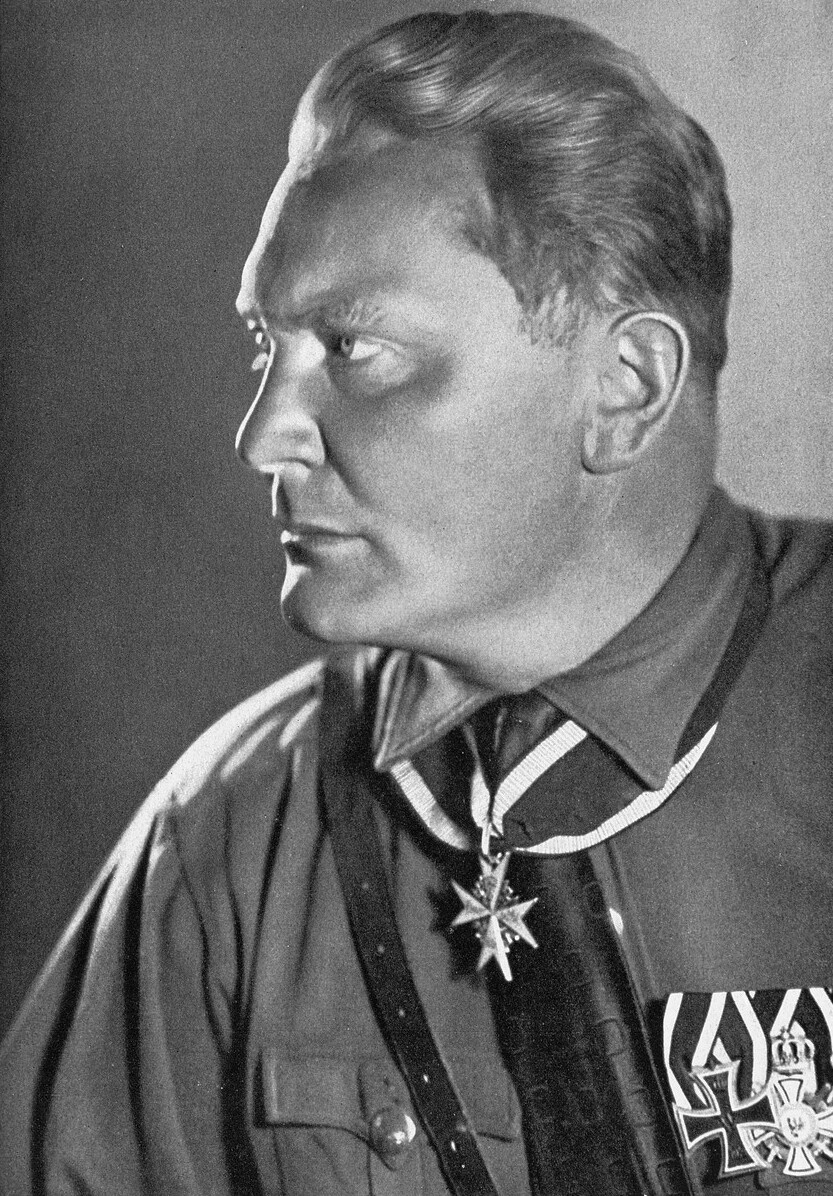
Hermann Göring, o patrono da unidade.

Em 1935, Göring foi nomeado Comandante-em-Chefe da Força Aérea. Como ele queria manter o controle de sua "unidade favorita", ela foi transferida para a Luftwaffe em setembro de 1935 e rebatizada de Regiment General Göring.
A ordem de batalha regimental era:
- Regimentstab (estado-maior)
- Musikkorps (banda militar)
- I.Jäger-Bataillon (infantaria leve)
- II.Jäger-Bataillon
- 13.Kradschützen-Kompanie (motociclistas)
- 15.Pionier-Kompanie (engenheiros)
- Reiterzug (pelotão de cavalaria)
- Nachrichtenzug (pelotão de comunicações)

No início de 1936, o regimento estava pronto para lutar novamente. Naquela época, toda resistência organizada contra o NSDAP havia sido eliminada. Durante esse tempo, o regimento serviu a Göring como guarda-costas pessoal e cobriu o quartel-general de Hitler com suas armas anti-aéreas. Em 29 de janeiro de 1936, Erhard Milch - o segundo em comando de Göring na Luftwaffe - emitiu um cominicado secreto pedindo por voluntários para uma nova formação dentro do regimento. Estes voluntários foram concentrados no 1º batalhão, redesignado  IV. (Jäger-) Bataillon/RGG, sob o comando do Major Bruno Bräuer e na recém-renomeada 15ª Companhia de Pioneiros (15. Pionier-Kompanie), sob o comando do Oberleutnant Karl-Lothar Schulz, e foram enviados para a Escola de Aviação de Döberitz para treinamento de paraquedismo. Os voluntários realizaram treinamento no aeródromo de Stendal-Bostel em Anhalt, a noroeste de Berlim, na recém-criada Fallschirmschule 1. O próprio Bruno Bräuer deu seu primeiro salto em 11 de maio de 1936. No final de 1937, essas unidades foram renomeadas como IV.Fallschirmschützen-Bataillon/RGG (Batalhão de Fuzileiros Paraquedistas).

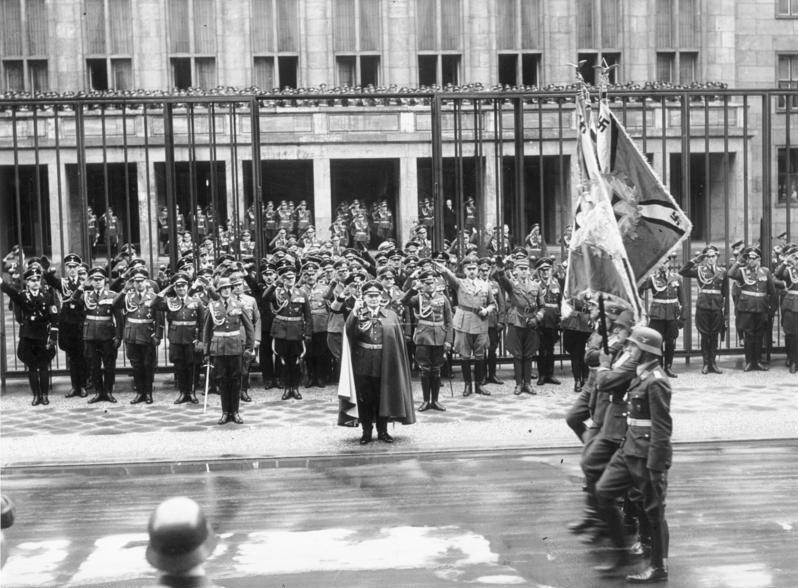
Passagem da guarda-bandeira do RGG no desfile em frente ao Ministério da Aeronáutica do Reich para comemorar o “Dia da Luftwaffe”, 3 de janeiro de 1939.

Enquanto a unidade paraquedista embrionária se exercitava, o restante do regimento mudou-se para um campo de treinamento perto de Altengrabow, na Saxônia, perto de Magdeburgo, para continuar a instrução como uma formação de infantaria motorizada convencional com unidades de apoio. Em 13 de agosto de 1936, o Major Walther Moritz Heinrich Wolfgang von Axthelm assumiu o comando do regimento. Ele foi o primeiro comandante que não serviu na Landespolizei; ele tinha sido um oficial de artilharia durante a Grande Guerra e, posteriormente, o Reichswehr. Transferido para o Ministério da Aeronáutica em abril de 1935, ele havia sido nomeado Gruppenleiter bei der Inspektion der Flakartillerie antes de receber o comando do Regimento General Göring.
O regimento participou nas chamadas Blumenkrieg (Guerra das Flores), participando da anexação da Áustria (Anschluss); estando entre as primeiras unidades a cruzar a fronteira. Duas companhias pousaram em aviões de transporte Junkers Ju 52/3m no Aeroporto de Aspern, perto de Viena. Todo o regimento participou do desfile diante de Hitler em Viena em 15 de março de 1938, antes de ser estacionado na Academia Militar Theresiana, Wiener Neustadt e Bad Fischbach. A unidade permaneceu no país por várias semanas em serviço de sentinela em Wiener Neustadt. A academia militar mais tarde hospedaria uma escola de sargentos da Wehrmacht, seu primeiro comandante sendo o então Oberst Erwin Rommel.
Mais tarde naquele mês de março de 1938, o batalhão paraquedista foi separado do regimento e transformado no I./Fallschirmjäger-Regiment 1, a primeira unidade paraquedista da Wehrmacht. O Regimento General Göring também esteve envolvido na ocupação dos Sudetos em outubro de 1938 e na ocupação do resto da Tchecoslováquia em março de 1939; depois disso, o regimento assumiu funções de guarda nas fábricas de veículos estrategicamente importantes da Skoda. Uma nova reorganização regimental ocorreu, com a unidade tornando-se de fato um regimento de artilharia anti-aérea com unidades de guarda anexadas.

### Treinamento e seleção

Bandeira de tropa especial do 1º batalhão do Regimento "General Göring".

O Regimento General Göring pretendia que suas fileiras fossem preenchidas com pessoal selecionado para competir com seus concorrentes, o  Infanterie-Regiment "Großdeutschland" de elite do Exército e o Leibstandarte-SS Adolf Hitler da Waffen-SS. Entre os critérios de aceitação no regimento estavam:
- Idade de 18-25 anos,
- Altura mínima de 1,68m,
- Cidadania alemã,
- Elegibilidade para o serviço militar,
- Aptidão para serviço ativo,
- Ancestralidade ariana,
- Status de solteiro,
- Registro policial limpo e sem acusações pendentes,
- Apoio aberto confirmado para o Estado nacional-socialista.[7]

Durante os anos de guerra, um outro requisito foi adicionado: o voluntário teria que se inscrever para 12 anos de serviço. Essas condições eram praticamente as mesmas exigidas para o ingresso nos regimentos Großdeutschland e Leibstandarte. À medida que a guerra avançava e a escala das perdas em combate aumentava, esses critérios restritivos não podiam ser sustentados em nenhuma dessas formações de elite. Muitos militares da Luftwaffe seriam simplesmente convocados para a Hermann Göring vindos de outras unidades para substituir as perdas em combate.
Com recrutas de alto calibre, o regimento ocupou um novo complexo de quartéis especialmente construído em Berlin-Reinickendorf, que foi construído com os mais altos padrões e com as mais modernas instalações. O complexo contava com mais de 120 edifícios e incluía ginásios, piscinas interior e exterior, áreas desportivas e correio próprio. Os soldados do Regimento General Göring elegantemente vestidos, em seus distintos uniformes com distintivos de colarinho branco e braçadeira de punho de unidade especial (Ärmelstreifen), tornaram-se uma visão comum nas ruas de Berlim.

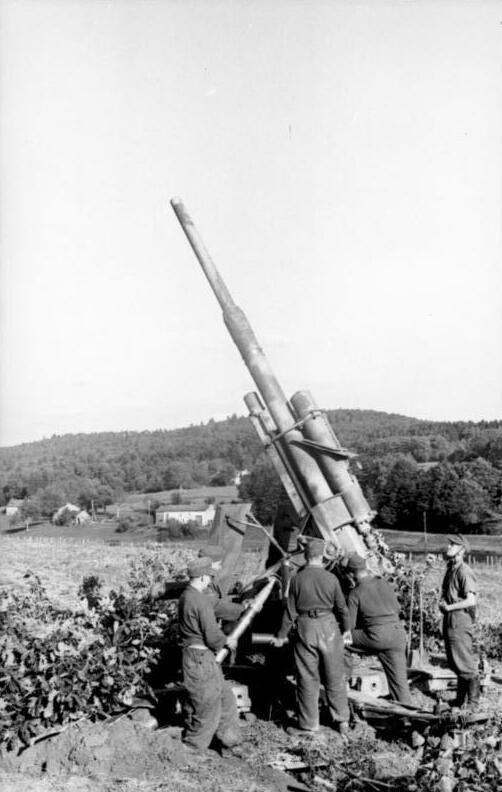
Canhão 88mm FlaK 36/37 (classificado como 8.8-cm no sistema alemão).

Em 1939, o regimento havia crescido consideravelmente. As tropas do regimento participaram de muitos dos grandes desfiles pré-guerra em Berlim. Eles forneceram guardas para o quartel-general do Reichsmarschall Hermann Göring, sendo a troca da guarda muitas vezes realizada com a devida cerimônia, incluindo a presença da banda militar do próprio regimento. O regimento também assumiu funções de guarda no retiro privado de Göring, a suntuosa propriedade Carinhall - batizada em homenagem à falecida primeira esposa de Göring, Carin Axelina Hulda Göring.
Ordem de batalha regimental na véspera da 2ª Guerra Mundial:
- Regimentstab
- Musikkorps
- Stabsbatterie (estado-maior da bateria de artilharia)
- I. (schwere) Flak-Abteilung (batalhão de artilharia AA pesada)
- II. (leichte) Flak-Abteilung (batalhão de artilharia AA leve)
- ScheinwerferAbteilung (batalhão de holofotes)
- IV. (Leichte) Flak-Abteilung
- Wachbataillon (batalhão de infantaria de guarda)
  - Reiterschwadron (esquadrão de cavalaria)
  - 9.Wachkompanie (infantaria)
  - 10.Wachkompanie
  - 11.Wachkompanie
- Reserve-Scheinwerfer-Abteilung
- Ersatz-Abteilung (batalhão de treinamento de reposição)
- (schwere) Einsenbahn Flak-Batterie (bateria ferroviária AA pesada)
- (leichte) Flak-Batterie (bateria AA leve)

## Histórico de combate

A invasão alemã da Dinamarca, 1940.

### Blitzkrieg no oeste
Durante o ataque à Polônia, apenas uma pequena parte do Regimento General Göring (RGG) esteve envolvida na luta. A maior parte da unidade permaneceu em Berlim para proteger o quartel-general de Göring e o Reichshauptstadt. Durante a Guerra Falsa, partes do regimento formaram um batalhão de infantaria e participaram da Operação Weserübung (Unternehmen Weserübung / Operação Exercícios do Weser) contra a Dinamarca e a Noruega na primavera de 1940; com a maior parte do RGG realocada para o oeste na fronteira germano-holandesa sob as designações de camuflagem "Flak-Regiment 101" e "Flak-Regiment 103".

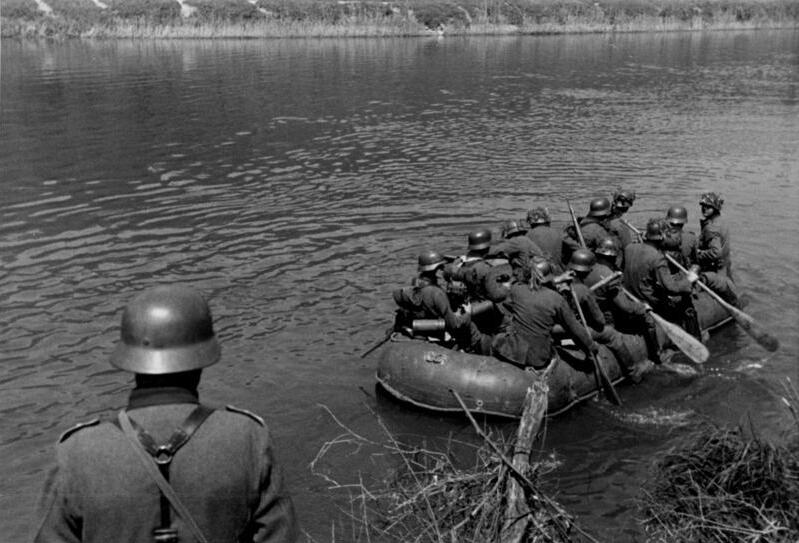
Tropas alemãs atravessam o rio Maas em botes pneumáticos, 14 de maio de 1940.

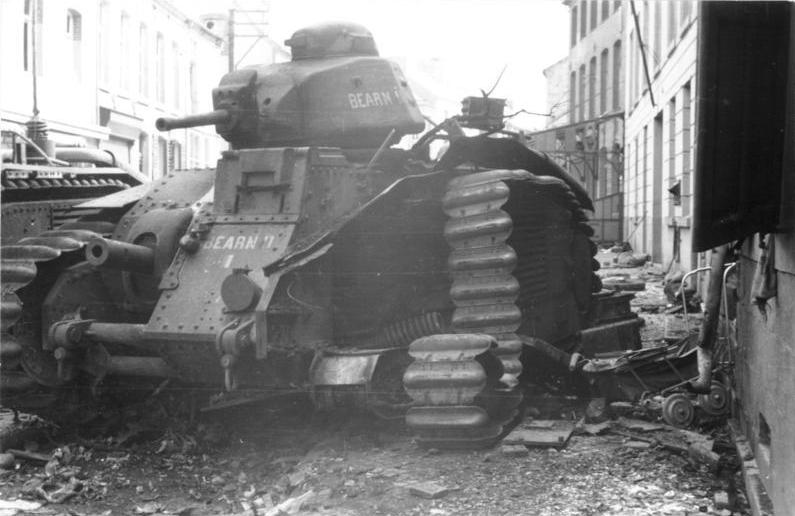
Char B1 bis "Bearn II" francês destruído pela sua tripulação em Beaumont, na Bélgica, em maio de 1940. Este tipo de carro "super pesado" foi uma surpresa para os alemães.

A artilharia antiaérea ferroviária forneceu à Luftwaffe uma capacidade antiaérea eficaz e altamente móvel. A 14. (Schwere) Eisenbahn-Flakbatterie, RGG foi inicialmente empregada em Berlim em setembro de 1939, depois viajando para a Frente Ocidental e fornecendo poder de fogo antiaéreo na fronteira francesa na Renânia, variando entre Bad Krotzingen e Saarbrücken até o ataque à França em maio de 1940.
Em abril, um destacamento sob o comando do Hauptmann Waldemar Kluge foi enviado para a Dinamarca. Composto por uma companhia do Wachbataillon, uma Flak-Batterie de canhões 2cm FlaK 30/38/Flakvierling auto-propulsados e uma Kradschützen-Kompanie, participou da tomada do campo de aviação e da estação de rádio de Esbjerg e da ocupação da costa da Jutlândia.Toda a formação foi subordinada à 11ª Brigada de Fuzileiros (motorizada) - 11. Schützen-Brigadede (mot.) - do Oberst Günther Angern, uma brigada independente do Exército que mais tarde formaria o componente de infantaria da 11ª Divisão Panzer. A unidade deveria operar no oeste da Dinamarca ao lado da 170ª Divisão de Infantaria, que avançaria ao longo das duas principais estradas norte-sul em ambos os lados da Península da Jutlândia. A brigada de Angern, com o destacamento de Kluge, se apressaria para o norte entre essas pontas de lança, com o objetivo de chegar ao importante aeroporto de Aalborg, para realizar junção e reforçar um batalhão da 69ª Divisão de Infantaria que deveria ser transportado de avião para tomar o campo durante a madrugada no dia de abertura da ofensiva: 9 de abril de 1940. No caminho, eles também protegeriam a principal cidade e porto de pesca de Esbjerg, esta última tarefa atribuída à força de Kluge.
O destacamento foi então transferido por mar para Oslo, na Noruega, sendo engajado ao lado do Exército, primeiro no avanço para Trondheim, depois para o norte no Círculo Polar Ártico para tomar o porto de Bodo e aliviar a pressão sobre os Gebirgsjäger de elite que estavam sitiados mais ao norte, em Narvik. No início, as forças alemãs foram repelidas pelos Aliados, com o General Eduard Dietl fazendo uma retirada de combate e retirando-se ao longo da vila de Beisfjord. Com a Fall Gelb iniciada, os Aliados evacuaram a Noruega para se concentrarem no Flandres, deixando Narvik para os alemães. Depois de completar sua missão, o destacamento de Kluge foi enviado de volta para casa em Berlim.
Como parte da campanha ocidental, o RGG participou da invasão da Holanda e da Bélgica. Durante a campanha, a fortaleza de Eben-Emael na Bélgica foi tomada por paraquedistas comandados pelo Capitão Walther Koch, muitos dos quais haviam servido anteriormente no Regimento General Göring - incluindo o próprio Koch. O RGG participou na travessia do Maas e no avanço para o leste da Bélgica. Lá ele cruzou o Canal Albert contra forte resistência e participou da captura de Bruxelas.
Após a rendição da Holanda, o regimento foi dividido em vários pequenos grupos de combate (Kampfgruppen), que foram atribuídos às divisões panzer que lideraram o ataque à França. As tropas antiaéreas foram particularmente notadas por sua eficácia, com o excelente canhão antiaéreo de 88mm das baterias pesadas sendo freqüentemente usados para combater tanques e as 3ª e 5ª baterias do RGG destruíram 18 tanques franceses à queima-roupa durante uma batalha na Floresta de Mormal, quebrando seu contra-ataque; as equipes de peça dos canhões Casar e Dona continuaram disparando contra os tanques pesados franceses a meros 15 metros.
O Regimento General Göring foi recompensado por seu excelente desempenho fazendo parte da guarda-de-honra da Fürher-Begleit-Kompanie (Companhia de Escolta do Fürher) para o armistício formal em Compiègne em 21 de junho de 1940. Após a capitulação da França, o RGG forneceu defesas Flak em bunkers na costa do Canal da Mancha, bem como contribuiu para o anel de defesa antiaérea em torno de Paris. O novo comandante regimental, o Coronel Paul Conrath, foi apontado em junho de 1940, e lideraria o regimento e a divisão posterior até 1944. No final de 1940, o regimento foi transferido de volta para Berlim para retomar seu antigo trabalho como guarda-costas e unidade de defesa antiaérea.

### Operação Marita
No início de 1941, a unidade foi motorizada e renomeada como Regiment (mot.) Hermann Göring depois que Göring foi nomeado Reichsmarschall em 1940. Quando a Alemanha se juntou às hostilidades nos Bálcãs em abril de 1941, o regimento motorizado foi enviado à Romênia para ser anexado ao 12º Exército (12. Armee) do Generaloberst Wilhelm List; em vez disso, foi mantido na reserva e colocado na defesa antiaérea dos campos de petróleo em Ploesti. Uma pequena contribuição do Regimento General Göring foi desviada para a invasão da Iugoslávia, com a 3ª Bateria do RGG sendo colocada em um grupo de assalto sob o comando de um oficial de engenharia, Coronel Richard Bazing. A missão desse grupo foi a tomada de uma ponte sobre o rio Vardar próximo à cidade de Orsova, e também a ocupação de um desfiladeiro do rio Danúbio, que faz parte da fronteira entre a Sérvia e a Romênia, também conhecida como Portões de Ferro.
O grupo de batalha compunha-se da 7ª companhia do Regimento Brandemburgo de forças especiais, unidades de engenheiros e pontoneiros, artilharia AAe leve da 5ª companhia do Flak-Regiment 501, e canhões 88mm rebocados da 3ª bateria do Regimento General Göring (Capitão Alfred Schröder). A ação iniciou-se na manhã de 6 de abril, com os brandenburgers e engenheiros cruzando o rio Danúbio e tomando de assalto posições no lado iugoslavo após combates breves porém violentos. A cabeça-de-ponte foi sendo expandida e reforçada, com a batalha avançando além da margem. Para manter o controle sobre a área de cruzamento do rio, foi criado o Grupo de Segurança dos Portões de Ferro (Sicherungsgruppe Eisernes Tor) e metade da 3ªbateria do RGG foi mantida à postos fornecendo cobertura antiaérea. Isto encerrou a participação do regimento na Operação Marita.

### A invasão da URSS

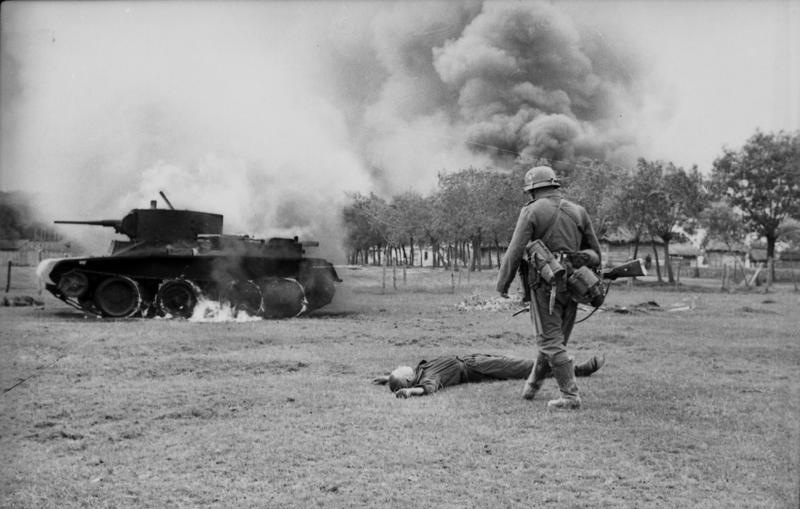
Um soldado de infantaria alemão ao lado de um tankiste soviético morto perto de um tanque BT-5 soviético em chamas à distância, junho de 1941.

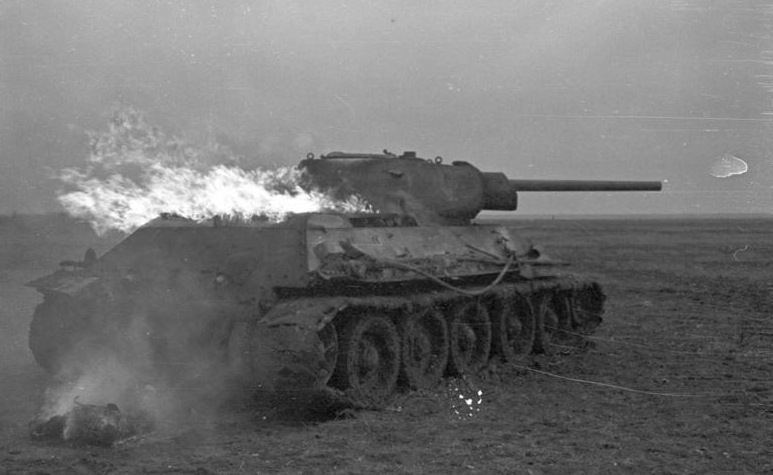
Um tanque T-34 em chamas, 1941.

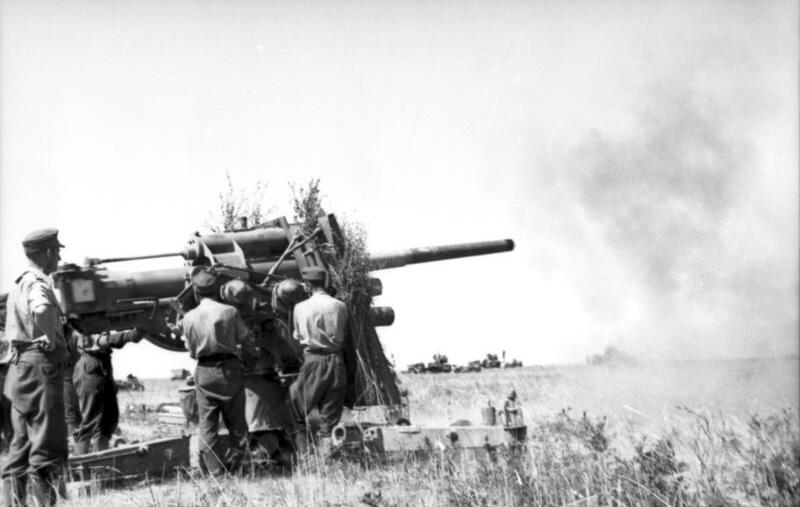
Equipe de peça 88mm FlaK 36/37 na Ucrânia, verão de 1941.

Em preparação para a invasão da União Soviética em junho de 1941, o regimento foi movido para posições ao longo do rio Bug, a linha divisória entre as zonas de ocupação alemã e soviética na Polônia; formando parte do II. Flak-Korps do Panzergruppe von Kleist.
Organização em 15 de junho de 1941:
- Estado-Maior Regimental (Coronel Paul Conrath)

- Nachrichtenzug (pelotão de comunicações)
- Werkstattzug (trem de oficina)
- Coluna de suprimento de munição de 25t
- I. Abteilung (Flak) (Major Hullmann)
  - 1. Batterie (4x 8.8-cm)
  - 2. Batterie (4x 8.8-cm)
  - 3. Batterie (4x 8.8-cm)
  - 5. Batterie (12x 2-cm)
- IV. Abteilung (Flak) (Capitão Geicke)
  - 6. Batterie (9x 3.7-cm)
  - 15. Batterie (6x 2-cm, 6x 3.7-cm)
  - 16. Batterie mot S. Ketten (12x 2-cm)
- Schützen-Bataillon (Capitão Funck)
  - 8. Batterie mot. S. Räder (12x 2-cm)
  - 1. Schützen-Kompanie
  - 3. Schützen-Kompanie
  - Kradschützen-Kompanie

- II. / Flak-Regiment 43 (Major Karlhuber)
  - 6. Batterie (4x 8.8-cm)
  - 7. Batterie (4x 8.8-cm)
  - 8. Batterie (4x 8.8-cm)
  - 9. Batterie (4x 8.8-cm)
  - 10. Batterie (12x 2-cm)

- Divisão de coluna de suprimento reforçado I./200 (Major Buchmann)

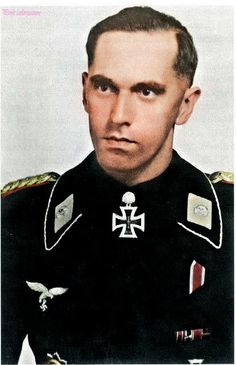
Karl Rossmann com a Cruz de Cavaleiro, e o debrum de colarinho (Waffenfarbe) e insígnias brancos da Hermann Göring.

Durante a Operação Barbarossa, o regimento foi anexado à 11ª Divisão Panzer, uma parte do Grupo de Exércitos Sul. O regimento entrou em ação no rompimento inicial e no avanço via Radziechów, onde as equipes de peça Flak mais uma vez mostraram desempenho notável contra os tanques inimigos. A unidade então dirigiu-se para Dubno, lutando na batalha de tanques de Brody na Ucrânia, contra os tanques soviéticos T-34 e KV; com a 11ª Divisão Panzer sendo momentaneamente isolada pelas forças blindadas soviéticas. O regimento então participou do cerco de Kiev e da Batalha de Bryansk. Essas batalhas foram duramente contestadas e o regimento sofreu perdas significativas, embora reforçando a crescente reputação da unidade de firmeza em combate. No final de 1941, o regimento foi transferido de volta para a Alemanha para descanso e recompletamento, com o Schützen-Bataillon Hermann Göring permanecendo na frente até maio de 1942. Ao mesmo tempo, um recém-formado II.Schützen-Bataillon foi enviado para a Frente Oriental, onde foi quase totalmente dizimado em combates extremamente pesados em torno de Juchnow e Anissowo-Goroditsche.
No final da Batalha de Uman, as forças soviéticas cercadas tentaram uma fuga desesperada à noite, dando de cara com a 16ª bateria do Regimento Flak Hermann Göring, sob o comando do Oberleutnant Karl Rossmann (também conhecido como Batterie Roßmann) e com um punhado de infantaria, incluindo tropas da Divisão SS “Wiking”, entre Uman e Slatopol perto da cidade de Swerdlikowo. A formação de Rossman resistiu por 14 horas contra todos os ataques, desempenhando assim um papel importante em assegurar a destruição do 6º, 12º e elementos do 18º Exércitos soviéticos. Por esta ação, Rossmann recebeu a Cruz de Cavaleiro em 12 de setembro de 1941.
De volta à Alemanha, os elementos Flak no Reich assumiram posições em Munique, onde contribuíram para a defesa antiaérea da cidade por um curto período, antes de serem transferidos para perto de Paris, onde permaneceram na primavera de 1942.

### Elevação a Divisão
Em maio-julho de 1942, o regimento foi expandido para o tamanho de uma brigada e renomeado como Brigade Hermann Göring, sob o comando do agora Generalmajor Paul Conrath e durante este período assumiu a ocupação ordinária e tarefas de segurança na França.
Ordem de batalha da brigada:
- Stabskompanie (companhia de estado-maior)
- I.Schützen-Regiment (1-4ª companhias de infantaria)
- II.Schützen-Regiment (5-8ª companhias de infantaria, 9ª companhia de petrechos pesados)
- III.Schützen-Regiment (10ª companhia motorizada, 11ª companhia de engenheiros blindados e 13ª companhia anti-carro)
- Flak-Regiment
  - I.Flak-Abteilung (3 baterias pesadas e 3 baterias leves)
  - II.Flak-Abteilung (3 baterias pesadas, 2 baterias leves e 1 bateria de obuseiros)
  - III.Flak-Abteilung (3 baterias)
  - IV.(Führer) Abteilung (3 baterias, provia cobertura Flak ao QG de Hitler)
- Musikkorps
- Wachbataillon (3 companhias)
- Ersatz-Abteilung

Em outubro de 1942, quando a brigada ainda estava sendo reformada na Bretanha, decidiu-se expandir a HG para o tamanho de divisão, intitulada Division Hermann Göring, pela qual deveria ser estruturada de acordo com as diretrizes de uma divisão blindada do exército. Göring providenciou para que tripulações experientes de tanques do exército fossem designadas para sua divisão e reforçou a infantaria com até 5.000 paraquedistas - incluindo os restos do Fallschirmjäger-Regiment 5 (FJ-Regt 5), dizimado na batalha aeroterrestre de Creta. A formação dos elementos divisionais foi realizada em vários locais na França, Holanda e no depósito regimental em Berlim. Vários militares da Luftwaffe foram destacados para o Exército para treinamento com unidades Panzer.
O FJ-Regt 5 foi instalado em maio de 1942 na área de treinamento de Groß-Born com 3 batalhões, sendo o estado-maior e o 1º batalhão recém-formados, os 2º e 3º batalhões formados pelos 2º e 3º batalhões da Luftlande-Sturm-Regiment 1 (também denominado Sturm-Regiment Koch); voltando da Frente Oriental e sendo aumentado por recompletamentos. Em julho de 1942, o I. e III. Bataillonen foi enviado para a área de treinamento militar de Mourmelon para treinamento adicional, a sudeste de Reims. O 2º Batalhão estava subordinado à Brigada Paraquedista Ramcke sob o comando do Major Friedrich Hübner para uso no norte da França.

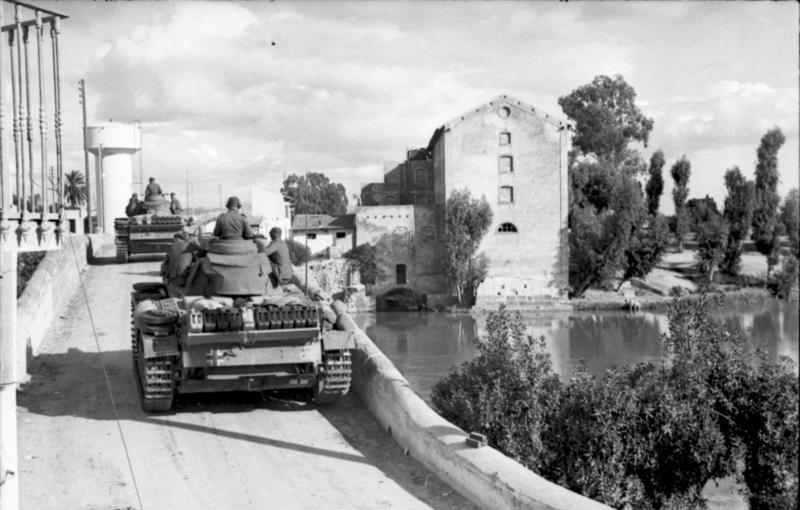
Tanques Panzer III alemães cruzando um rio em uma cidade tunisiana, 1943.

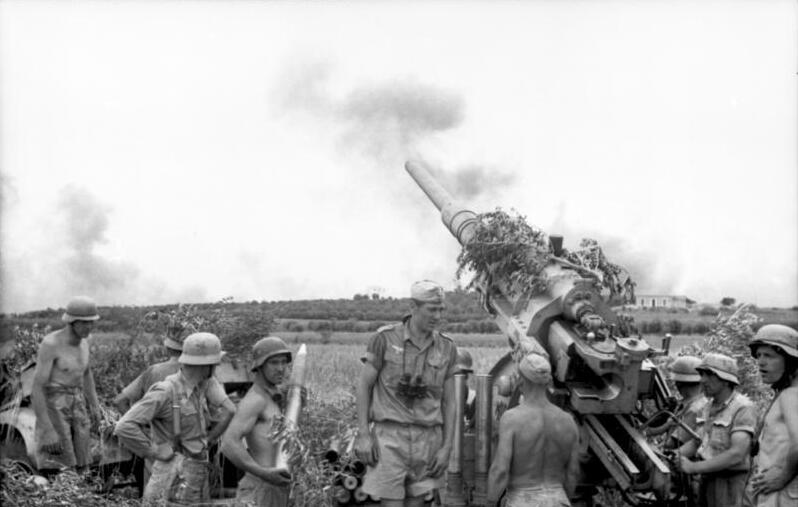
Alemães disparam um canhão Flak 88mm na Tunísia, 1943.

Força teórica das principais unidades de combate divisionais:
- Grenadier-Regiment 1 "HG" (3 batalhões, 1 companhia de petrechos pesados, 1 companhia AC)
- Grenadier-Regiment 2 "HG" (3 batalhões, 1 companhia de petrechos pesados, 1 companhia AC)
- Jäger-Regiment "HG" (2 batalhões, ex-FJ-Regt 5)
- Panzer-Regiment "HG" (2 batalhões)
- Flak-Regiment "HG" (3 batalhões mais Führer-Flak-Abteilung)
- Artillerie-Regiment "HG" (4 batalhões mais o V.Sturmgeschütz-Abteilung, posteriormente transferido para o Pz-Regt "HG" como III.Abt)
- Aufklärungs-Abteilung "HG" (reconhecimento)
- Panzer-Pionier-Abteilung "HG" (engenheiros blindados)
- Panzer-Nachrichten-Abteilung "HG" (comunicações blindadas)

Esta expansão foi interrompida pelos súbitos desembarques dos Aliados no norte da África francesa na Operação Toch, com a Alemanha Nazista invadindo a Zona Livre Francesa em novembro de 1942. Na época, a maior parte da divisão estava localizada na área ao redor de Mont-de-Marsan, onde continuou seu treinamento e fortalecimento. As subunidades mais próximas de serem totalmente formadas foram gradualmente transferidas para a Itália, enquanto o restante permaneceu no sul da França.

### Afrikakorps
A partir de 10 de novembro de 1942, os paraquedistas sendo transferidos do FJ-Regt 5 foram transportados de trem para a Itália e de avião através da Sicília para a Tunísia, sendo designados para apoiar a 10ª Divisão Panzer. Imediatamente após o desembarque, o regimento foi movido para posições defensivas a oeste e sudoeste de Túnis e ocupou as pontes importantes sobre o rio Madjerda. Por volta de 20 de novembro de 1942, o regimento estava engajado em combates pesados contra os ataques liderados por tanques pelos americanos vindos da Argélia em Medjez El Bab. Estes foram rechaçados até que a pressão inimiga superior forçou o regimento a abandonar a posição em 25 de novembro.
A maior parte da Divisão Hermann Göring, ainda não totalmente organizada, foi enviada à Tunísia em fevereiro-março de 1943, formando um grupo de combate de 7.000-11.000 mil homens sob o comando do Coronel Joseph Schmid; que foi promovido a Generalmajor logo depois. Este Kampfgruppe Schmid foi engajado em batalha disperso e anexado a várias unidades do Exército, e eles rapidamente ganharam uma reputação de agressividade no ataque e confiabilidade sob fogo. Sob o título de Division Hermann Göring, o grupo de combate foi elogiado em comunicados oficiais da Wehrmacht em abril de 1943 por seu "espírito de luta exemplar e valor intrépido".
Quando as forças do Eixo se renderam em 12 de maio de 1943, quase todo o restante do Kampfgruppe foi levado para o cativeiro, incluindo seus veteranos mais experientes. Cerca de 400 soldados da Hermann Göring foram mortos em combate na Tunísia.

### Sicília
O General Schmid e alguns de seus homens escaparam para a Itália continental, por ordem expressa de Göring, antes da rendição. Esses sobreviventes se juntariam à divisão recém-reformada intitulada Panzer-Division Hermann Göring. O Generalmajor Schmid foi condecorado com a Cruz de Cavaleiro em 21 de maio de 1944 por sua liderança do Kampfgruppe HG na Tunísia.
A nova divisão, por sua vez, foi construída em torno daqueles elementos dispersos ainda em formação na França, Holanda e Alemanha, que agora se reuniam na área de Nápoles. Os esforços para moldar essas tropas em uma força de combate coesa avançaram à toda velocidade, já que os alemães esperavam uma invasão aliada da Sicília. Nas semanas seguintes, as tropas da HG cruzariam para a ilha; esta nova divisão blindada extremamente poderosa ficou pronta em junho de 1943, tomando posições ao redor de Caltagirone.

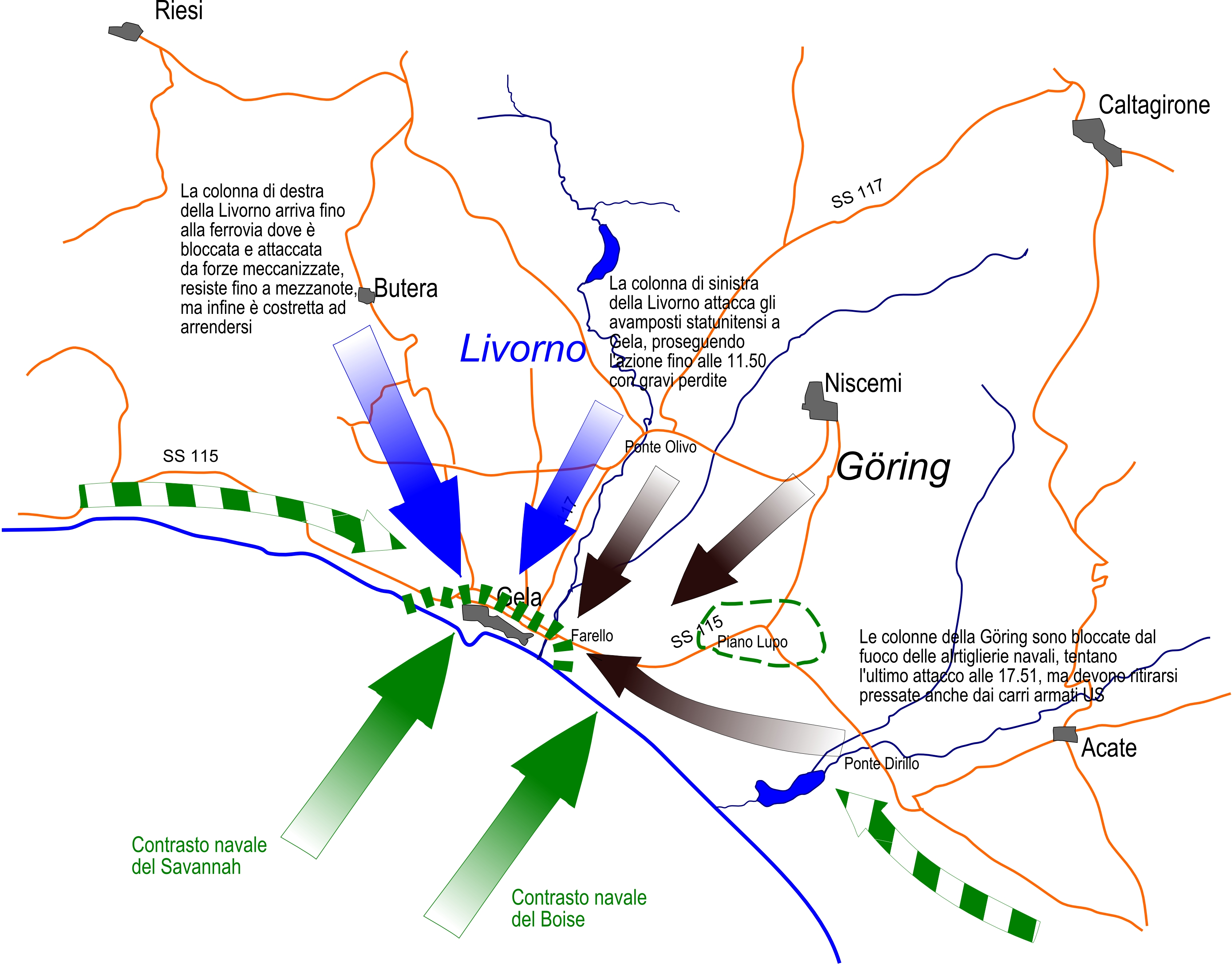
O contra-ataque das forças italianas e alemãs na cabeça-de-praia de Gela em 11 de julho de 1943.

Ordem de batalha divisional da Hermann Göring na Sicília:
- Divisionsstab (QG divisional)
- Panzer-Regiment "HG" (2 batalhões de tanques, 1 batalhão de peças de assalto)
- Panzergrenadier-Regiment 1 "HG" (3 batalhões de infantaria mecanizada)
- Panzergrenadier-Regiment 2 "HG" (3 batalhões de infantaria mecanizada)
- Panzer-Aufklärungs-Abteilung "HG" (batalhão de reconhecimento blindado)
- Flak-Regiment "HG" (2, mais tarde 3 batalhões)
- Panzer-Artillerie-Regiment "HG" (3, mais tarde 4 batalhões mais anexos)
- Panzer-Pionier-Abteilung "HG" (engenheiros blindados)
- Panzer-Nachrichten-Abteilung "HG" (comunicações blindadas)
- Feldersatz-Battailon "HG" (recompletamento e treinamento)
- Divisions-Kampfschule (companhia-escola de combate)
- Nachschub-Abteilung "HG" (batalhão de abastecimento)
- Instandsetzungs-Abteilung "HG" (batalhão de oficina de reparos)
- Verwaltungstruppe "HG" (tropas administrativas)
- Sanitäts-Abteilung "HG" (batalhão médico)

A Operação Husky foi iniciada em 10 de julho de 1943 e viu as divisões Hermann Göring e 15ª Panzergrenadier cercadas por unidades italianas de terceira categoria, voltadas para a defesa costeira e equipadas com 38 tanques leves Fiat 3000 obsoletos. A única divisão móvel italiana era a 4ª Divisão de Infantaria de Montanha Livorno, apoiada pelo Grupo Móvel Italiano E, equipado com 12 tanques leves Renault R 35 e sob o Capitão Giuseppe Granieri; eles foram acompanhados na tarde do primeiro dia por 9.000 soldados da Divisão Panzer Hermann Göring com 46 tanques médios Panzer III e 32 Panzer IV vindos de Caltagirone, e reforçados com um batalhão da 15ª Panzergrenadier (III. / Panzergrenadier-Regiment 129).
Os alemães e italianos executaram contra-ataques na batalha anfíbia de Gela em 10 e 11 de julho, sendo forçados a recuar pelo pesado bombardeio naval aliado. Em 11 de julho de 1943, após uma preparação de artilharia de 10 minutos, a Divisão Livorno italiana atacou os Rangers americanos em três colunas do lado oeste do rio Gela, apoiados por seus obsolescentes tanques leves Renault R 35, enquanto a Divisão Hermann Göring atacava a cabeça-de-praia da 1ª Divisão de Infantaria no lado leste do rio Gela. O ataque foi contido e então abandonado. Os alemães reforçaram a Sicília com a 29ª Divisão Panzergrenadier, uma veterana de Stalingrado vinda da Itália continental, e a 1ª Divisão Fallschirmjäger trazida da França. A Divisão HG então se envolveu em combates de rua pesados de 2 a 4 de agosto com a 78ª Divisão de Infantaria Battleaxe britânica na cidade de Centuripe, recuando para Messina depois. Os Aliados empurraram firmemente o Eixo para trás e a Hermann Göring fez parte da retaguarda, fornecendo cobertura às unidades alemãs que eram evacuadas para a Itália continental; sendo uma das últimas unidades alemãs a deixar a Sicília. Surpreendentemente, apesar dos duros combates em que se envolveu e do intenso bombardeio do porto de Messina, de onde estavam sendo retiradas, o grosso das tropas da HG e a maior parte de seu equipamento pesado foram evacuados com sucesso.

### Itália
A divisão estava estacionada perto de Nápoles para descanso e recompletamento, mas foi quase imediatamente posta em alerta devido ao Armistício de Cassibile. Em 3 de setembro de 1943, os britânicos desembarcaram na Calábria e cinco dias depois o governo italiano se rendeu aos Aliados. Berlim rapidamente implementou um plano de contingência para ocupar pontos estratégicos da península e desarmar as tropas italianas - a Operação Achse. No dia seguinte, em 9 de setembro, o 5º Exército americano desembarcou em Salerno e estabeleceu com sucesso uma cabeça-de-ponte. A Divisão HG foi movida para o norte de Nápoles, em Santa Maria, Cápua e na área de Caserta. Os esforços alemães para eliminarem o saliente durou nove dias. A Divisão Panzer Hermann Göring lutou no XIV Corpo Panzer do General Hube, ao lado da 16ª Divisão Panzer e da 15ª Divisão Panzergrenadier, lutando arduamente, mas sendo progressivamente empurrada para trás pelos Aliados sob pesado poder de fogo naval e aéreo. A HG recuou para Nápoles, onde resistiu tenazmente até finalmente desistir do porto devastado em 1º de outubro, retirando-se para posições na linha Volturno-Termoli. Nestas novas posições, a Hermann Göring e a 15ª Panzergrenadier fizeram uma defesa vigorosa, ganhando tempo essencial para que as principais defesas da Linha Gustav fossem preparadas. Esta rede defensiva ia de Gaeta, na costa oeste, a Ortona, a leste, com sua extremidade ocidental bloqueando o Vale do Liri - a porta de entrada para Roma. Os alemães em retirada empregaram ações de atraso muito bem-sucedidas: sapadores destruíram pontes, minaram estradas e demoliram edifícios enquanto a infantaria, artilharia e panzers lutavam com ações teimosas de retaguarda. Essas medidas garantiram que o avanço aliado fosse lento e custoso, ganhando tempo para a chegada do inverno e a estabilização da linha de frente. Com a chegada das chuvas de outono, a maior parte da HG foi então puxada de volta para descansar em novas posições de reserva ao redor de Frosinone. Elementos vindos principalmente dos regimentos Flak e Artilharia-Panzer permaneceram na frente e estiveram envolvidos em intensos combates de inverno até serem substituídos em janeiro de 1944.

### Tesouros artísticos de Monte Cassino

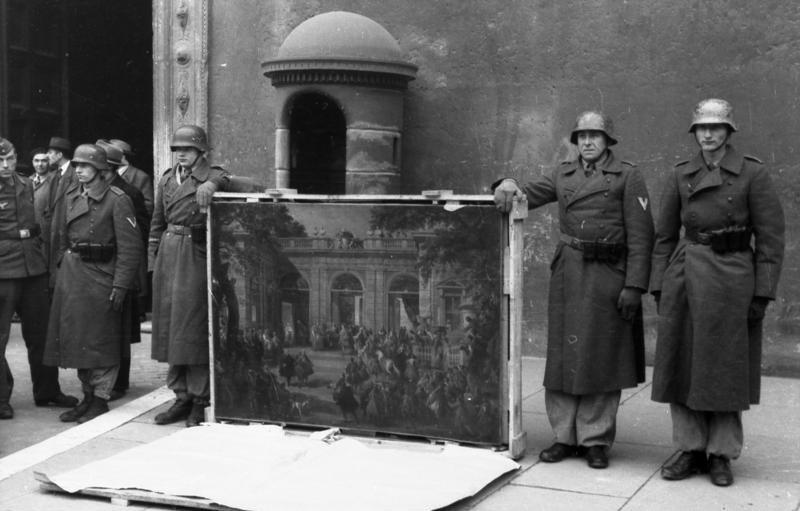
Soldados da divisão mostrando uma pintura em frente ao Palazzo Venezia, Roma, em 4 de janeiro de 1944.

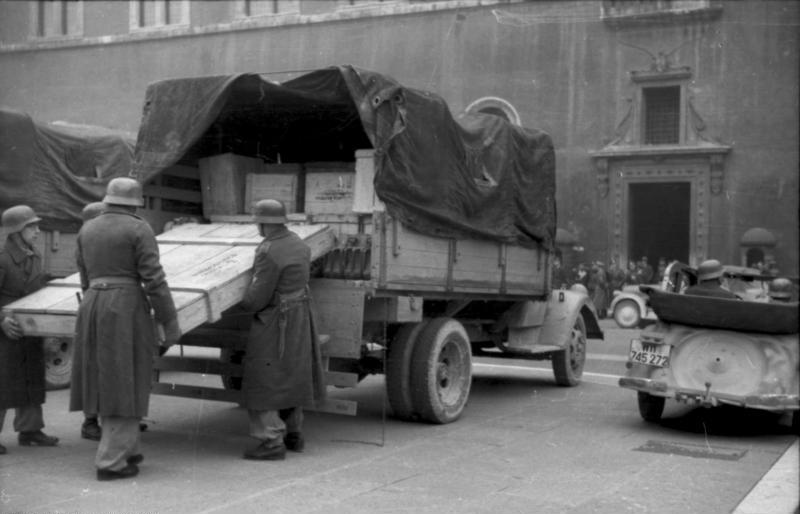
As obras de arte embaladas em caixas de madeira são carregadas em um caminhão.

Com os Aliados avançando mais para o norte, o antigo mosteiro beneditino de Monte Cassino enfrentava a destruição quase certa de inúmeros tesouros inestimáveis; sua posição estrategicamente dominante como âncora ocidental da Linha Gustav necessariamente colocaria a abadia em meio à luta pesada pela posse do terreno. O comandante do batalhão de oficinas de reparos da divisão, Oberstleutnant Julius Schlegel, abordou o abade para oferecer sua ajuda no transporte dos tesouros para um local seguro no Vaticano. Homem culto dotado de grande sentimento artístico, no período entre-guerras, Schlegel dirigira uma livraria em Viena, sua cidade natal. Depois de muita persuasão e os sons da batalha se aproximando cada vez mais, os monges concordaram com Schlegel, e os veículos da divisão foram usados para proteger as obras de arte, incluindo pinturas de Leonardo da Vinci, Ticiano e Rafael, e os restos mortais de Bento de Núrsia, antes do ataque ao Castel Sant'Angelo em Roma. Desta forma, eles escaparam da destruição na Batalha de Monte Cassino.

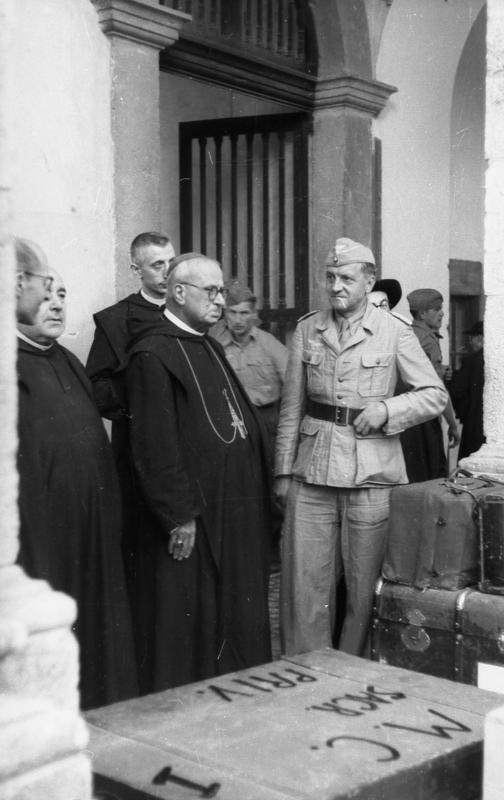
Oberstleutnant Julius Schlegel ao lado do Bispo Gregorio Vito Diamare, Abade da Abadia de Monte Cassino (à esquerda, com Cruz Peitoral).

Durante três semanas, os caminhões da HG enviados fizeram a viagem para Roma. Então, uma transmissão de rádio aliada acusou as tropas da Divisão Hermann Göring de saquearem a abadia. Dada a reputação de Göring como saqueador dos tesouros artísticos da Europa, a suspeita era razoável. Além disso, Schlegel não havia informado seu comandante, o Generalleutenant Paul Conrath, sobre a operação e o uso não autorizado de ativos militares (veículos e homens) pelo coronel em um assunto não-militar, sem relação direta com o esforço de guerra, poderia ter resultado em sua corte marcial e até mesmo execução. Um destacamento de 20 homens da polícia militar (Feldgendarmerie) foi despachado para a abadia com a intenção de prender os "saqueadores", e teve que ser persuadido pelos monges de que Schlegel os estava ajudando - não os roubando. A troca entre o oficial da polícia militar e o coronel Schlegel foi mal interpretada pelo monge Dom Tommaso Leccisotti que, por ignorar a língua alemã, escreveu que a diligência de Schlegel em proteger os artefatos foi tal a ponto de "pôr  pela porta da rua, de maneira enérgica, um grupo de SS que teria penetrado no convento à procura de homens e de objetos". O Coronel Rudolf Böhmler aponta a propaganda aliada para o tão criativo mal-entendido, onde Schlegel, o campeão dos abades, enfrentara até mesmo a temida Waffen-SS: "Segundo a propaganda aliada, os SS se destinavam a tarefas bem vis, e, assim, Leccisotti havia transformado pacíficos policiais em SS com missão de pilhagem". Os feldgendarmes estavam, na verdade, sob ordens do alto comando para apurar se houve pilhagem no convento e, em caso afirmativo, prender os responsáveis.

Ainda restava a problemática do comandante da divisão HG, o General Paul Conrath, que ainda não fora avisado da operação. O Ten-Cel Babrovsky, também da Hermann Göring, era próximo do general e foi o intermediário de Schlegel em explicar ao comandante divisional o que estava acontecendo. Conrath ainda ignorava os comunicados da rádio aliada quando Schlegel e Bobrovsky lhe expuseram os detalhes da operação. Contrário ao temor de Schlegel - que pensava no grande número de caminhões e dos muitos metros cúbicos de combustível utilizados - o General Conrath aprovou totalmente a ação e ordenou o prosseguimento das operações, e ainda prescreveu o aumento dos recursos e do pessoal empregados. Agora com o total apoio do General Conrath, os tesouros restantes foram transportados para a segurança (incluindo a relíquia sagrada de São Bento). Em agradecimento, os monges de Monte Cassino celebraram uma missa especial e concederam a Julius Schlegel um certificado de pergaminho iluminado em latim que diz:

"In nomine Domini nostri Jesu Christi - Illustri ac dilecto viro tribuni militum Julio Schlegel - qui servandis monachis rebusque sacri Coenobii Casinensis amico animo, sollerti studio ac labore operam dederit, ex corde gratias agentes, fausta quaeque a Deo suppliciter Casinensis adprecantur." - Monticassini Kal. Nov. MCMXLIII. GREGORIUS DIAMARE, O.S.B. Episcopus et Abbas Monticasini.
Em português:

“Em nome de Nosso Senhor Jesus Cristo. Ao ilustre e dileto tribuno militar Julius Schlegel, que, para salvar os monges e os bens do santo mosteiro de Cassino, dedicou todo o seu cuidado, com grande zelo e solicitude, os mais cordiais agradecimentos dos cassianos, que humildemente rogam a Deus por sua felicidade." - Assinado Gregorio Diamare, O.S.B, Bispo e Abade de Monte Cassino.
O pergaminho foi feito pelo monge pintor Dom Eusébio. O General Paul Conrath, que deu seu consentimento à ação de Schlegel somente após sua quase prisão pela Feldgendarmerie, há uma tradução bastante idiossincrática do nome do "Líder de uma divisão blindada" em latim como Dux ferreae legionis. Os mais fiéis auxiliares de Schlegel também foram presenteados com medalhões em forma de gratidão.
Em julho de 1944, o Tenente-Coronel Schlegel foi ferido em um ataque aéreo na região de Bolonha, perdendo um pé, encerrando assim sua participação no conflito. No entanto, ele foi preso pelos Aliados após a guerra sob a acusação de pilhagem e mantido na prisão por mais de sete meses antes da intervenção pessoal do marechal de campo britânico Harold Alexander.
Ao salvar os tesouros de arte e a biblioteca, bem como os planos de construção, a reconstrução do mosteiro destruído foi mais tarde possível. Schlegel foi encontrado pelo Papa Pio XII no início dos anos 1950 e convidado para uma audiência especial. Há também uma placa memorial dedicada ao austríaco em Pokornygasse 5, em Viena, e um memorial não muito longe dele no Parque Wertheimstein, no distrito de Oberdöbling, em Viena, em uma encosta natural em direção ao Canal do Danúbio.

### Mais combates na Itália

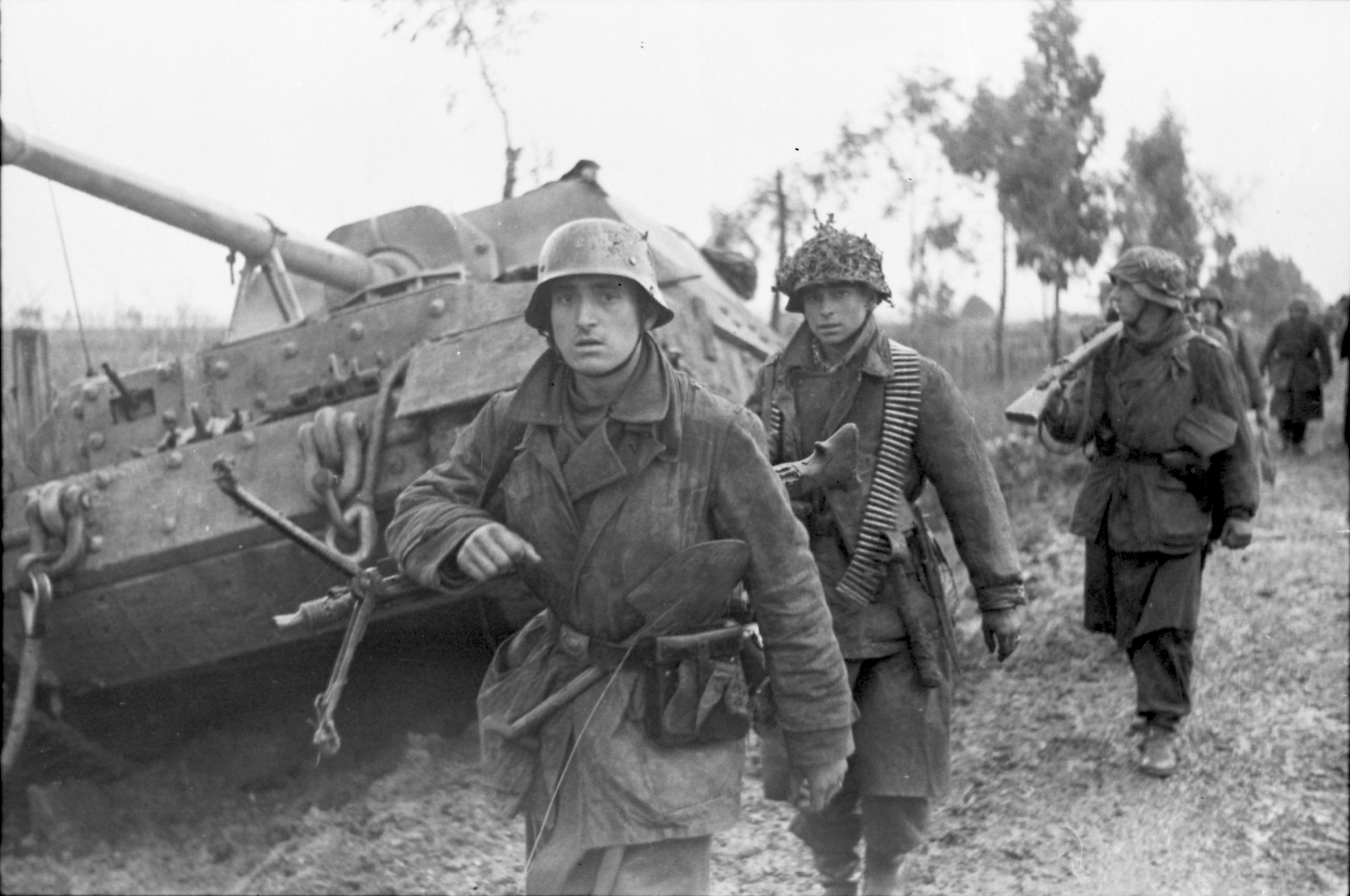
Panzergrenadiers da Hermann Göring marchando em uma estrada molhada e lamacenta, passando por um destruidor de tanques Elephant em uma trincheira esperando para ser rebocado, perto de Nettuno, março de 1944.

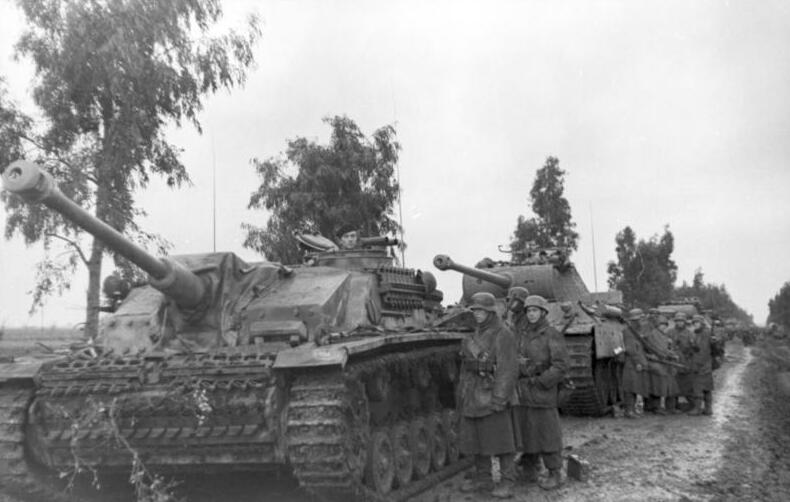
Soldados da Hermann Göring, um deles com o capacete paraquedista M38, nas proximidades de Nettuno, março de 1944. Eles estão ao lado de um StuG III da 26. Panzer-Division, e de um Panther do 4º Regimento Blindado da 13. Panzer-Division.

À medida que os Aliados continuavam empurrando as defesas montanhosas da Linha Gustav, a HG deixou a reserva e moveu-se para o sul contra o 8º Exército britânico no rio Garigliano. Em 22 de janeiro de 1944, o Exército dos EUA desembarcou em Anzio e Nettuno, ao norte da extremidade oeste da Linha Gustav, pegando os alemães completamente de surpresa. O Generalfeldmarschall Albert Kesselring despachou unidades para bloquear a cabeça-de-praia, entre elas elementos da Hermann Göring. A cabeça-de-praia foi contida com sucesso e colocada sob tal pressão que os Aliados tiveram que transferir as reservas do setor do Cassino. De fevereiro a abril de 1944 lutou em Cisterna, no Rio Rápido e em Minturno.
A divisão lutou em Cisterna, no flanco esquerdo alemão, enfrentando a 3ª Divisão de Infantaria americana e os 1º e 3º batalhões Rangers. Após uma infiltração noturna, os Rangers foram contra-atacados pela HG e a 715ª Divisão de Infantaria, resultando na captura de 700 prisioneiros americanos. A HG foi então recuada para a Toscana para reforma em abril de 1944. Nesse período, unidades da divisão foram co-responsáveis pelos massacres em torno de Monte San Giula (18 de março), em Villaminozo (18 a 20 de março), Monte Falterona (13 a 17 de março), Valdarno (província de Arezzo), Cavriglia e Castelnuovo dei Sabbioni (4 de julho de 1944), durante os quais 73 homens foram fuzilados em vingança pelos ataques da resistência italiana; bem como pelo massacre na pequena cidade de Civitella em Val di Chiana e seus arredores em 29 de junho de 1944, durante o qual 250 civis foram fuzilados.
Em fevereiro de 1944, a Hermann Göring foi redesignada Fallschirm-Panzer-Division (Divisão Paraquedista-Blindada). A nova designação foi meramente honorífica, envolvendo alterações mínimas na estrutura ou capacidade da unidade. Em 14 de abril, o General Conrath deixou o cargo e o comando foi passado para o Generalmajor Wilhelm Schmalz. Desde o início de maio a divisão estava posicionada na área a sudeste de Pisa, e ela deveria ser transferida de lá para o sul da França para poder atender aos desembarques aliados ali esperados. No entanto, a ofensiva aliada contra Roma em 12 de maio frustrou esses planos e a Divisão Fallschirm-Panzer Hermann Göring foi novamente desdobrada na Itália. Em maio de 1944, os Aliados conseguiram o rompimento da cabeça-de-praia de Anzio-Nettuno e capturaram Monte Cassino após seu flanqueamento pelo Corpo Expedicionário Francês, e começaram a avançar pelo Vale do Liri. Em 23 de maio, a divisão recebeu a ordem do Alto Comando Ocidental (Oberbefehlshaber West, OB West) para se transferir para a área ao sul de Roma.
Com Roma ameaçada e o 10. Armee recuando, a Hermann Göring foi ordenada a marchar à pé para o setor de Velletri na linha de frente, o que foi feito em plena luz do dia por questão de urgência, apesar da total superioridade aérea aliada e as colunas alemãs foram severamente sangradas por ataques implacáveis de caças-bombardeiros. Além de avarias devido a danos técnicos, a divisão perdera 20% das armas pesadas e 30% da capacidade de transporte no momento em que os panzergrenadiers da divisão chegaram à área de concentração designada. O regimento de artilharia panzer perdeu 18 obuseiros e os panzerjägers (caça-tanques) perderam 30% de seus canhões e canhões autopropulsados. Dos 60 Panzer IV da divisão, apenas 11 atingiram inicialmente o local de concentração. Os retardatários aumentaram o número de tanques para 18, dos quais apenas 8-10 estavam operacionais. A divisão foi desdobrada pela primeira vez em Valmontone. A HG tentou e falhou em conter um avanço inimigo em Artena, e um ataque subsequente visando ganhar terreno alto perto de Artena também falhou. Em 1º de junho, a divisão sofreu perdas consideráveis de ataques aliados, em particular o 2º Regimento de Panzergranadeiros foi praticamente exterminado. Raspando o fundo do tacho, a divisão ficou com apenas cerca de 50% de seu pessoal, 4 Panzer IV operacionais, 12 Pak mot.Z e 8 canhões autopropulsados.
As partes restantes sofreram novamente pesadas baixas nos dias 2 e 3 de junho, de modo que a divisão só conseguiu resistir como um esqueleto de unidade. Na noite de 4 de junho, ocupava a linha Aeroporto de Roma (Aerop) - margem norte do rio Secro - Settecamini - Lunghezza. A partir de 4 de junho, a retirada passou pela capital italiana, que havia sido declarada “cidade aberta” para evitar sua destruição. Embora a divisão tenha sido inicialmente capaz de conter o avanço aliado, acabou sendo forçada a recuar, recuando para posições no rio Aniene, a leste de Roma, no início de junho; sendo mencionada novamente nos comunicados oficiais da Wehrmacht por conduta exemplar em face de vantagens esmagadoras.
Em 4 de julho, a divisão realizou um massacre de moradores da cidade de Cavriglia, matando 180 civis. Em julho, a divisão foi forçada a voltar às posições ao sul de Florença; sendo retirado da Itália completamente em 15 de julho de 1944.

### Polônia

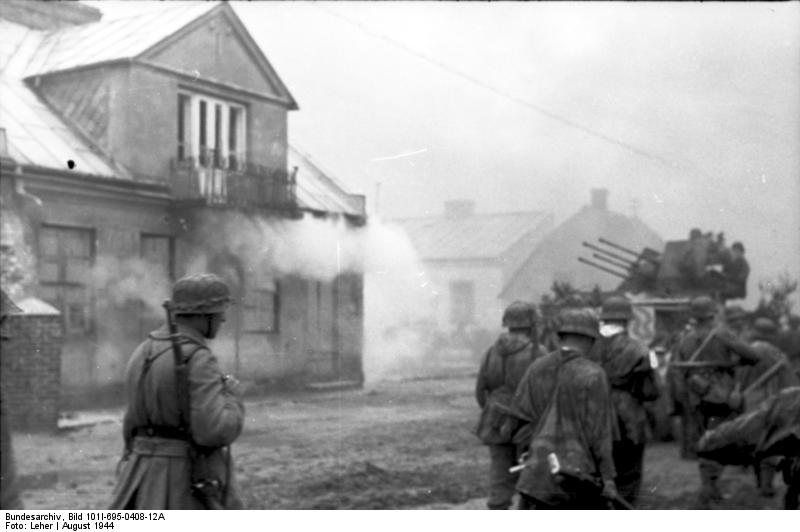
Grupo de soldados alemães da Hermann Göring cruzam uma rua encharcada de chuva em uma aldeia nos subúrbios de Wola, com prédios em chamas durante o Levante de Varsóvia, agosto de 1944. Um Flakvierling abre fogo ao fundo.

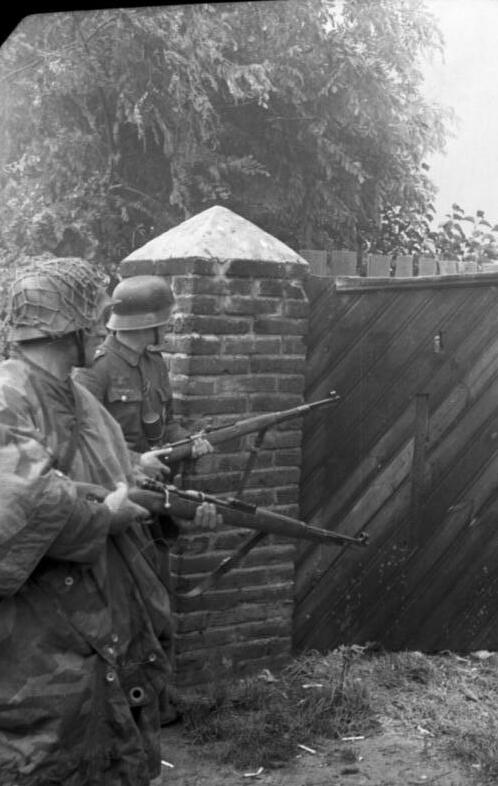
Soldados da Divisão Hermann Göring em combate de rua durante o Levante de Varsóvia, agosto de 1944.

Com o catastrófico colapso do Grupo de Exércitos Centro, a Divisão HG foi retirada da Itália e enviada para a Polônia em situação de urgência para se unir aos esforços de fechamento das brechas criadas pelos exércitos de tanques soviéticos. Em julho de 1944, a divisão foi finalmente renomeada Fallschirm-Panzer-Division 1 Hermann Göring. Durante este período, vários militares experientes foram retirados da divisão para ajudar a estabelecer uma divisão irmã, a Fallschirm-Panzergrenadier-Division 2 Hermann Göring, que estava sendo formada em Radom na época. A maioria das tropas de abastecimento e alguns oficiais do estado-maior também foram transferidos.

Como resultado da Operação Bagration, o Exército Vermelho libertou completamente a Bielo-Rússia, alcançou as fronteiras da Prússia Oriental, entrou na Lituânia, Letônia e Polônia. Para estancar o avanço soviético, que já empurrara a frente alemã 480km, o Alto Comando alemão reuniu formações de tanques de choque para esta área: as divisões SS Totenkopf e Wiking, e a Fallschirm-Panzer-Div 1 HG, combinando-as no 3º Corpo Panzer. A importância atribuída pelos líderes da Alemanha Nazista a essas batalhas pode ser vista no apelo do Reichsmarshall Göring, imediatamente após o atentado fracassado contra a vida de Adolf Hitler:

"Meu Führer! Agora sabemos por que nossos exércitos vitoriosos estão recuando no leste. Eles são traídos por seus generais. Mas minha divisão invencível "Hermann Göring" corrigirá a situação!"
Em 24 de julho de 1944, unidades do 2º Exército de Tanques da Guarda do Coronel-General Semion Bogdanov, parte da 1ª Frente Bielorrussa, capturaram o grande centro administrativo da Polônia - Lublin. Em 27 de julho de 1944, a 1ª Division Hermann Göring chegou à Frente Oriental e foi enviada para a ação a nordeste de Varsóvia. Aqui a 1ª Divisão HG, junto com a 5. SS-Panzer-Division Wiking, cercou o 3º Corpo de Tanques soviético - que havia rompido a linha perto de Wolomin-Radcymin - e cortou o inimigo em pedaços. A vitória foi um importante impulsionador do moral alemão em um momento onde os seus exércitos pareciam sofrer apenas derrotas. O Generalfeldmarschall Walter Model declarou que foi graças ao engajamento corajoso da Fallschirm-Panzer-Division 1 Hermann Göring que a Varsóvia pôde ser mantida. Nessas batalhas, o sobrinho do Reichsmarschall, o Capitão Heinz Göring, que servia nas fileiras da divisão, morreu em combate.
Em 8 de agosto, a divisão foi lançada em um contra-ataque contra a cabeça-de-ponte soviética que havia sido estabelecida sobre o Vístula entre Warka e Magnuszew. A repulsão das forças blindadas soviéticas aos portões de Varsóvia isolou o Exército Nacional subterrâneo polonês (Armya Krajowa), e arruinou quaisquer esperanças de uma junção com o Exército Vermelho. A ofensiva mal-sucedida das tropas soviéticas nos arredores de Varsóvia tornou inevitável a derrota dos rebeldes poloneses, que capitularam em 3 de outubro de 1944. Há uma opinião, apresentada pela primeira vez por Winston Churchill, de que a ofensiva da 1ª Frente Bielorrussa foi interrompida sob as ordens do próprio Stalin para eliminar os oponentes do planejado controle soviético sobre a Polônia no pós-guerra.
Nas semanas que se seguiram, a Hermann Göring permaneceu na área de Varsóvia, defendendo a linha do Vístula contra incursões soviéticas ao lado de tropas do IV. SS-Panzerkorps. Mesmo naquele estado tardio da guerra, a Divisão HG ainda tinha um grande número de tanques Panzer III obsoletos em seu inventário. Elementos da divisão, cerca de 800 homens com alguns blindados, participaram da supressão do levante de Varsóvia no distrito de Wola, onde ocorreram execuções em massa de civis em conexão com as ordens do Führer para destruir a cidade. Os homens da Hermann Göring também foram acusados de usarem civis poloneses como escudos-humanos ao forçarem que andassem à frente dos blindados.

### Expansão em Corpo

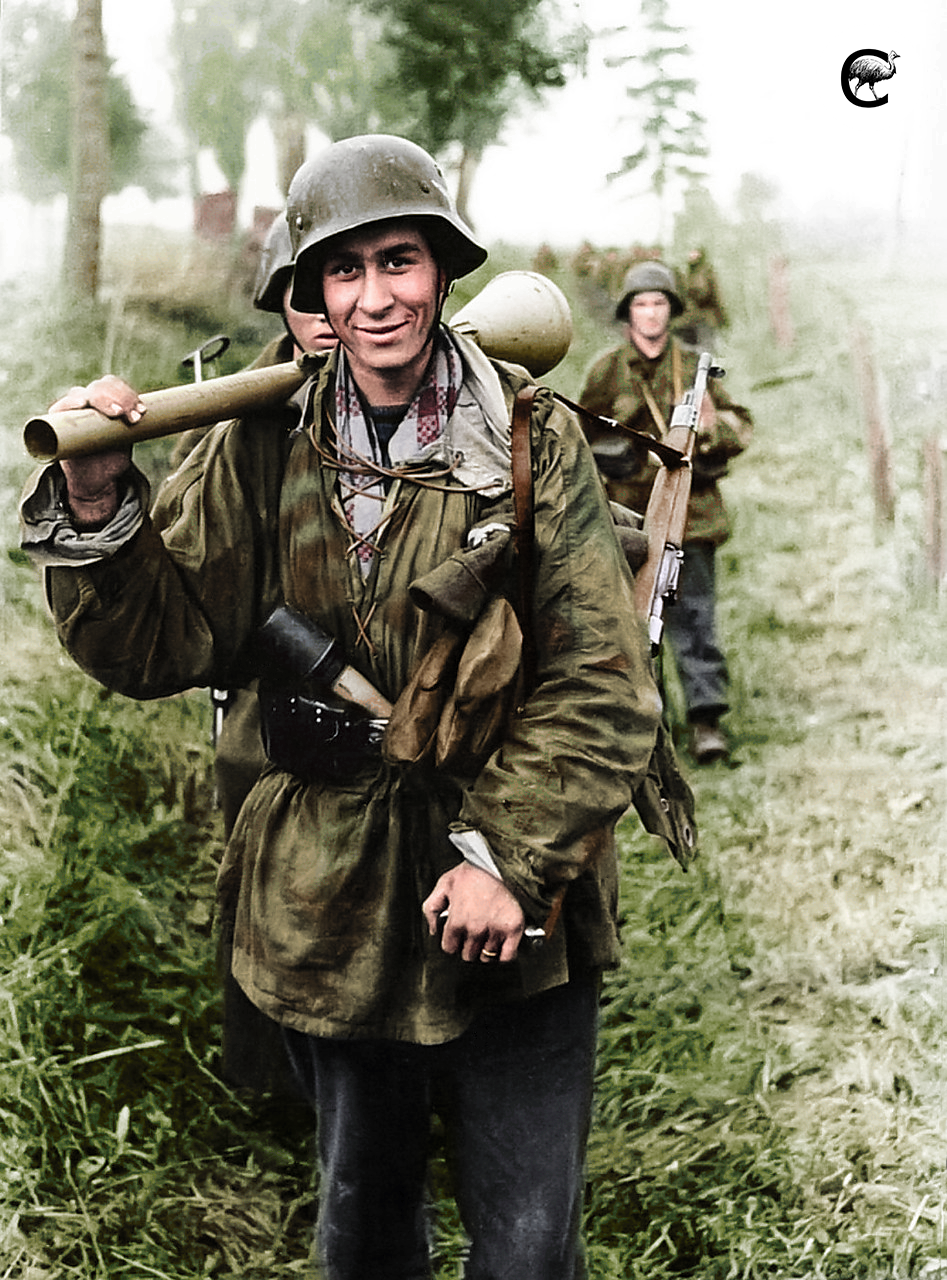
Soldado pertencente à Divisão Panzer Hermann Göring sorrindo para a câmera com um Panzerfaust, Rússia, 1944.

Em 1º de outubro de 1944, foi dada a ordem para que a Fallschirm-Panzer-Division Hermann Göring fosse expandida para um Fallschirm-Panzerkorps. Isso deveria ser alcançado através da criação de uma nova Divisão Panzergrenadier "Hermann Göring", usando novas tropas do Exército e da Luftwaffe que, com a eliminação virtual de grande parte da força aérea, despejou muitos especialistas indesejados na infantaria de forma compulsória. O processo acabou sendo muito mais difícil do que o previsto, pois a divisão estava envolvida em combates extremamente pesados durante a retirada pela Polônia. Tropas de recompletamento eram urgentemente necessárias para compensar as perdas de combate na divisão existente, tornando problemático seu uso para o levantamento da nova formação Panzergrenadier.
Em 5 de outubro de 1944, uma nova ofensiva maciça foi aberta pela 3ª Frente Bielorrussa soviética, que lançou 19 divisões de infantaria, seis divisões tanques e duas divisões de artilharia contra os alemães enfraquecidos. Poucos dias depois, a Hermann Göring foi retirada da linha de frente e lançada para o norte para ajudar a defender a Prússia Oriental quando o Exército Vermelho se aproximou do porto báltico de Memel. Em meados de outubro, os soviéticos começaram o ataque em direção a Königsberg e, para combater essa ameaça, unidades do corpo "Hermann Göring" foram jogadas na briga ao lado da 5ª Divisão Panzer e da Führer-Begleit-Brigade. Apesar do seu desdobramento fragmentado, a força alemã rapidamente montada colidiu violentamente com o 11º Exército de Guardas soviético e os forçou a recuar. Em 14 dias de combates furiosos, as unidades da Hermann Göring, agora defendendo solo alemão, apararam todos os golpes contra elas desferidas e, mesmo ao custo de perdas, mantiveram as posições. Com a ofensiva russa na área embotada, a luta se deteriorou em uma guerra de trincheiras estática.
Apenas em janeiro de 1945 que ambas as divisões do Corpo Hermann Göring fossem consideradas prontas para operações. O comando do corpo permaneceu com Generalmajor Schmalz, que foi promovido Generalleutenant em 30 de janeiro de 1945.
Ordem de batalha do corpo bi-divisional (efetivo jamais atingido):
- Generalkommando (Wilhelm Schmalz)

- Korpstruppen
  - Sturm-Bataillon Fallschirm-Panzerkorps Hermann Göring (infantaria mecanizada)
  - Fallschirm-Panzerkorps-Pionier-Bataillon Hermann Göring (engenharia)
  - Fallschirm-Panzerkorps-Nachrichten-Abteilung Hermann Göring (comunicações)
  - Fallschirm-Flak-Regiment Hermann Göring (defesa anti-aérea)
  - Korps-Versorgungstruppen Hermann Göring (abastecimento)
  - Sanitäts-Abteilung Hermann Göring (saúde)
  - Instandsetzung-Abteilung Hermann Göring (manutenção)
  - Führer-Flak-Abteilung (proteção Flak do QG de Hitler)
  - Begleit-Bataillon Reichsmarschall Göring (guarda-costas de Göring)
  - Ersatz u. Ausbildungsregiment Hermann Göring (regimento de recompletamento e treinamento)
  - Heimatstab Berlin

- Fallschirm-Panzer-Division 1 Hermann Göring
  - Divisionsstab (estado-maior)
  - Fallschirm-Panzer-Regiment Hermann Göring (2 batalhões)
  - Fallschirm-Panzergrenadier-Regiment 1 HG (2 batalhões)
  - Fallschirm-Panzergrenadier-Regiment 2 HG (2 batalhões)
  - Fallschirm-Panzer-Artillerie-Regiment 1 HG (3 batalhões)
  - Fallschirm-Panzer-Füsilier-Bataillon 1 HG (infantaria leve)
  - Fallschirm-Panzer-Pionier-Bataillon 1 HG
  - Fallschirm-Panzer-Aufklärungs-Abteilung 1 HG (reconhecimento)
  - Fallschirm-Panzer-Nachrichten-Abteilung 1 HG
  - Feldersatz-Bataillon 1 HG (recompletamento e treinamento)
  - Sanitäts-Abteilung 1 HG

- Fallschirm-Panzergrenadier-Division 2 Hermann Göring
  - Divisionsstab
  - Fallschirm-Panzergrenadier-Regt 3 HG (3 batalhões)
  - Fallschirm-Panzergrenadier-Regt 4 HG (3 batalhões)
  - Fallschirm-Panzer-Artillerie-Regt 2 HG (3 batalhões)
  - Fallschirm-Sturmgeschütz-Abteilung HG (5 companhias)
  - Fallschirm-Panzer-Füsilier-Btl 2 HG
  - Fallschirm-Panzer-Pionier-Btl 2 HG
  - Fallschirm-Panzer-Aufklärungs-Abt 2 HG
  - Fallschirm-Panzer-Nachrichten-Abt 2 HG
  - Feldersatz-Abt 2 HG
  - Sanitäts-Abt 2 HG

Antes que o corpo pudesse ser enviado em ação como uma formação coesa, no entanto, a Fallschirm-Panzer-Division e o Flak-Regiment do nível do corpo (Korpstruppen) foram destacados e enviados para a área ao redor do rio Russ, perto de Memel, onde um avanço soviético parecia iminente. Aqui, mais uma vez, a combatividade vigorosa da divisão conseguiu conter o inimigo e quase certamente evitou um colapso catastrófico. Lutando ao lado de outros elementos do 4. Armee, as tripulações de tanques e canhões de assalto da "Hermann Göring" tiveram perdas significativas, mas também infligiram perdas severas ao Exército Vermelho.
Um comandante de tanque Panther em particular, Feldwebel Bowitz da 4. Kompanie do Regimento Panzer, destruiu 13 tanques inimigos em poucas horas; ele seria condecorado com a Cruz de Cavaleiro em 14 de janeiro de 1945. A 1. Kompanie do regimento também obteve sucessos significativos, destruindo 47 tanques inimigos e 30 canhões antitanque ao longo de seis dias de combates pesados.
Uma vez que os combates neste setor diminuíram um pouco, a Fallschirm-Panzer-Division 1 HG foi transferida para a área ao redor de Gumbinnen, onde foram feitos esforços para completar a formação do novo corpo. Este estava agora operando com a Panzergrenadier-Division Grossdeutschland, duas divisões de infantaria e duas divisões Volksgrenadier.
Tanto os alemães quanto os soviéticos estavam exaustos e, por um tempo, a luta se limitou a uma guerra relativamente estática. No entanto, os alemães estavam bem cientes de que uma nova ofensiva soviética era inevitável. Enquanto isso, a Fallschirm-Panzer-Division e o primeiro batalhão do Flak-Regiment foram mais uma vez destacados do corpo e, com alguns elementos de apoio, foram enviados para Radom na Polônia.

### Prússia Oriental e derrota

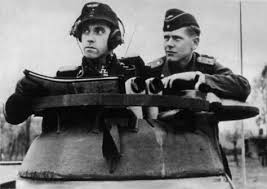
Oberstleutennat Karl Roßmann com Gerhard Tschierschwitz em um Panther, 1945.

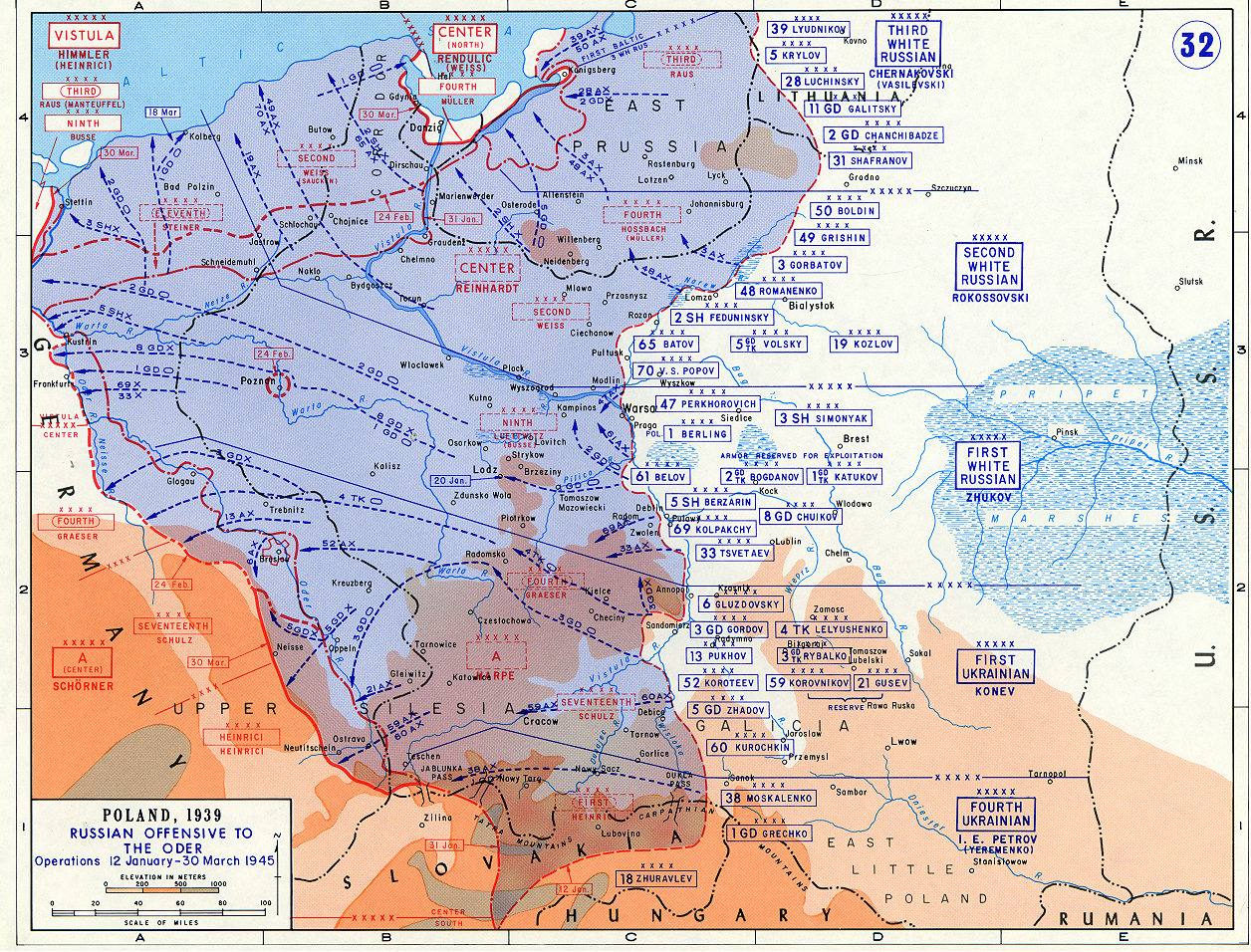
Mapa da ofensiva soviética em direção ao Oder na Polônia e Alemanha, janeiro-março de 1945.

Em 12 de janeiro de 1945, os soviéticos iniciaram a massiva Ofensiva da Prússia Oriental, incluindo a Ofensiva do Vístula-Oder sobre a Polônia ocupada. Em apenas dez dias os soviético isolaram a Prússia Oriental do resto da Alemanha, e os 2º, 3º e 4º Exércitos alemães foram cercados. A Hermann Göring foi pega no envelopamento e, apesar de infligir severas baixas ao inimigo, o Fallschirm-Panzerkorps também foi sangrado e teve baixas pesadas, com alguns elementos completamente exterminados. Em 25 de março de 1945, as unidades HG sobreviventes foram evacuadas de Balga e Kahlholz através do Frisches Haff até Pillau. De lá, eles foram evacuados por mar, a maioria para Swinemünde, mas alguns para a Dinamarca. Estima-se que cerca de 75% da força do corpo no início da ofensiva soviética foi perdida em apenas dez semanas de combates acirrados. As tropas evacuadas foram reagrupadas perto de Berlim antes de serem movidas para o leste mais uma vez, para a área ao redor de Königsbrück, onde se encontraram novamente com a Fallschirm-Panzer-Division HG. A divisão blindada não conseguira alcançar sua área operacional designada em Radom, que já havia caído nas mãos dos soviéticos e, portanto, permaneceu ligada à formação de elite do exército alemão, a Divisão Grossdeutschland ("Grande Alemanha"). Isoladas e cercadas, as tropas da Grossdeutschland e Hermann Göring abriram caminho para o oeste até o rio Oder, que foi cruzado com sucesso na noite de 31 de janeiro de 1945 em uma ponte erguida pelos pioneiros da Grossdeutschland.
A Fallschirm-Panzer-Division lutou na Alta Silésia e, perto de Kodersdorf, o primeiro batalhão do regimento de tanques (equipado com o Panzer V Panther) enfrentou a 1ª Divisão Blindada Polonesa - uma formação equipada pelos soviéticos lutando com o Exército Vermelho. Em uma batalha breve, mas furiosa, os Panthers da Hermann Göring destruíram 43 tanques inimigos e capturaram mais 12 no espaço de apenas 20 minutos. Os tanques T-34/85 capturados foram rapidamente tomados por tripulações alemãs, marcados às pressas com símbolos de reconhecimento alemães e enviados de volta à ação contra seus antigos proprietários. No final de abril de 1945, o Corpo Fallschirm-Panzer estava em ação em torno de Bautzen em uma das últimas batalhas bem-sucedidas no Leste, quando os soviéticos foram repelidos e a cidade recapturada, mesmo que por pouco tempo; enfrentando desta vez o Segundo Exército Polonês.
As forças alemãs em Bautzen eram compostas por elementos do 4º Exército Panzer e comandadas pelo quartel-general da Grossdeutschland e do 57º Corpo Blindado. Para a batalha, os alemães tinham duas divisões blindadas (a 20ª e Hermann Göring 1), duas divisões mecanizadas (a Brandenburg e Hermann Göring 2), uma divisão de infantaria (a 17ª), bem como um grupo de batalha de divisão de infantaria (os remanescentes da 545ª Divisão Volksgrenadier). Essa força compreendia cerca de 50.000 soldados, 300 tanques e 600 canhões diante da 1ª Frente Ucraniana do Marechal Ivan Konev. O trem de suprimentos da 10ª Divisão SS Panzer Frundsberg também estava presente perto de Bautzen, por falta de combustível. O Segundo Exército Polonês consistia em cinco divisões de infantaria (5º, 7º, 8º, 9º e 10º), do 1º Corpo Blindado e de unidades menores, contando cerca de 84.000-90.000 homens e 500 tanques. No geral, as unidades alemãs eram menores que as forças polonesas, seus equipamentos mais desgastados e suprimentos inferiores. Fontes polonesas descrevem os alemães como mais experientes, no entanto, as fontes alemãs acentuam sua mistura de soldados experientes e recrutas inexperientes das unidades Hitlerjugend e Volkssturm. Mesmo a Hermann Göring usava equipamentos capturados. Muitos dos soldados poloneses eram novos recrutas inexperientes, incorporados dos territórios poloneses recentemente retomados. Havia também a falta de quadros qualificados; uma estimativa de 1944 mostrou que o exército tinha um oficial para cada 1.200 soldados. Muitos dos oficiais do exército polonês eram oficiais soviéticos de ascendência polonesa.

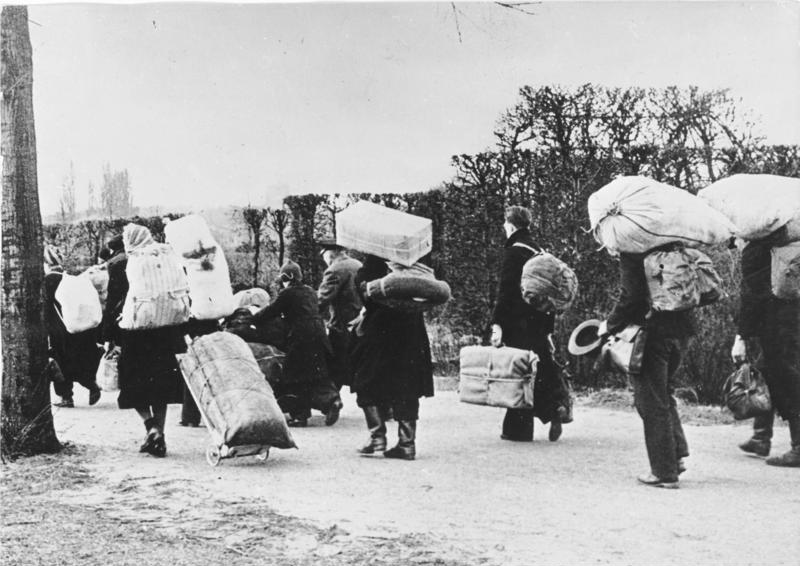
Refugiados alemães movendo-se para o oeste em 1945. Cortesia do Arquivo Federal Alemão (Deutsches Bundesarchiv).

Ambos os lados sofreram pesadas baixas, mas as baixas polonesas foram particularmente graves. Em um tempo relativamente curto, o Segundo Exército Polonês perdeu mais de 22% de seu pessoal e 57% de seus tanques e veículos blindados (cerca de 200 no total). As estimativas oficiais afirmaram cerca de 18.000 baixas (incluindo quase 5.000 mortos), com outras estimativas elevando as baixas polonesas em até 25.000. De acordo com o historiador polonês Zbigniew Wawer, esta foi a batalha mais sangrenta em que o exército polonês esteve envolvido desde a Batalha de Bzura em 1939. Os alemães falharam em seu objetivo de romper a 1ª Frente Ucraniana e virem em auxílio de Berlim, mas conseguiram, no entanto, infligir baixas muito sérias nas unidades polonesas e soviéticas locais e pararam o avanço polonês em direção a Dresden que, junto com Bautzen e arredores, ficaram em mãos alemãs até a capitulação da Alemanha em 8 de maio. Embora a batalha não tenha tido impacto estratégico na batalha em Berlim, ela permitiu que a maioria das unidades alemãs participantes, bem como numerosos refugiados do leste, escapassem para o oeste, rendendo-se aos aliados ocidentais.
Agora reunido, o Corpo HG repeliu um ataque blindado soviético perto de Königsbrück; e quando a rendição final foi anunciada, o corpo ainda estava em ação contra o Exército Vermelho perto de Dresden. Sabendo o que os aguardava no cativeiro soviético, as tropas receberam ordens de seguir o mais rápido possível para o oeste para se renderem ao Exército dos EUA; mas eles foram cortados por unidades blindadas soviéticas. A grande maioria dos soldados sobreviventes do Fallschirm-Panzerkorps Hermann Göring tornaram-se prisioneiros de guerra dos soviéticos da qual muitos nunca emergiram. Não foi até 1956 que aqueles que sobreviveram ao cativeiro foram finalmente libertados.
Um elemento significativo do Panzerkorps estava faltando quando chegou o fim: o II. Abteilung do Panzer-Regiment HG, que ainda estava nos campos de treinamento do Exército em Gräfenwohr para a conversão no tanque Panther. Nos estágios finais da guerra, o batalhão foi absorvido por um Panzergruppe rapidamente formado, composto por elementos díspares que ainda estavam em treinamento em Gräfenwohr, e enviado diretamente para a Frente Oriental, onde foi exterminado em torno de Allesborg e Greding.

## Crimes de guerra

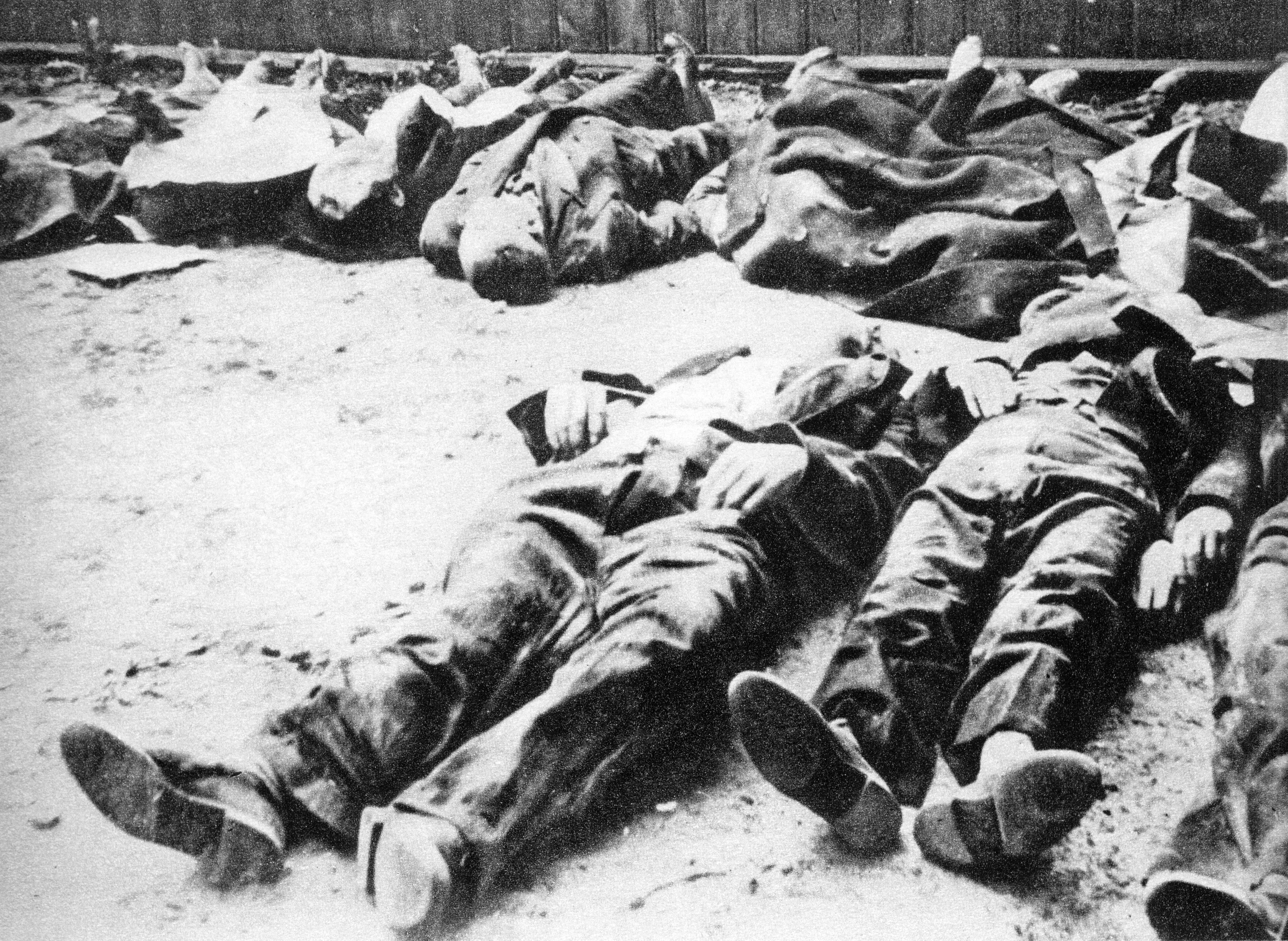
Civis poloneses assassinados durante o massacre de Wola em Varsóvia, agosto de 1944.

A Divisão Hermann Göring foi uma das unidades alemãs notórias por atrocidades contra civis. Na campanha anti-partisan na Itália, elementos da divisão participaram no programa sistemático de incendiar vilas, assassinato e deportação de civis do sexo masculino, execuções de mulheres, crianças e velhos; uma campanha de terror que deixou por volta de 19.000 civis italianos mortos. Junto com a 16.ª Divisão Panzergrenadier SS Reichsführer-SS, a Hermann Göring foi responsável por um terço das vítimas civis na Itália. Um incidente na área circundante da aldeia de Civitella em Val di Chiana em 6 de junho de 1944, deixou 250 civis mortos. Homens da HG também estiveram envolvidos em vários outros massacres na Itália em Cavriglia (173 vítimas), Monchio, Susano e Costrignano (130 vítimas) e Vallucciole (107 vítimas).
Soldados da Divisão Hermann Göring usaram civis como escudos humanos na frente de seus tanques enquanto limpavam barricadas durante o Levante de Varsóvia. Cerca de 800 soldados da divisão participaram dos combates durante a revolta de agosto a outubro de 1944 no distrito de Wola, onde ocorreram execuções em massa de civis em conexão com as ordens de Hitler para destruir a cidade.
Unidades da divisão também estiveram envolvidas nos excessos cometidos na cidade holandesa de Putten, também chamada de incursão de Putten. As unidades foram:
- II./Fallschirm-Panzer-Regiment Hermann Göring (20 PzKpfw IV)
- III./Fallschirm-Panzergrenadier-Regiment 2. Hermann Göring
- IV./Fallschirm-Panzer-Artillerie-Regiment Hermann Göring

## Unidades satélites
Subunidades da Hermann Göring foram usadas frequentemente destacadas do corpo principal, principalmente em funções de guarda e defesa anti-aérea, mas também em combate; muitas vezes em formações improvisadas e anexadas a diferentes comandos.

### Depósito e treinamento
Ersatz u. Ausbildungs-Abteilung, -Regiment & -Brigade: O principal depósito de substituição e treinamento da Hermann Göring, fora formado em 26 de agosto de 1939 em Berlin-Reinickendorf como Flak-Ersatz-Abteilung General Göring, com 5 baterias. Em junho de 1940, deslocou-se da Alemanha para Utrecht, na Holanda, após a vitória sobre a França em 1940. Conforme o regimento se expandiu, primeiro em brigada e logo em seguida em divisão, a unidade Ersatz cresceu junto e depósitos adicionais foram criados em Amersfort e Hilversum. Militares desses depósitos de treinamento foram lançados em ação durante a ofensiva aerotransportada aliada na Holanda de setembro de 1944, a Operação Market Garden.
Em março de 1942 o batalhão foi redesignado Ersatz-Bataillon Hermann Göring com 6 companhias e 4 baterias. No inverno de 1942-43 foi reforçado e renomeado Ersatz-Regiment Hermann Göring, agora com 4 batalhões. Em julho de 1944 foi renomeado Fallschirm-Panzer-Ersatz- und Ausbildungs-Regiment Hermann Göring. Com a elevação da divisão a corpo, os Fallschirm-Ersatz u. Ausbildungs-Regiments 1 e 2 foram transferidos para Rippin, na Prússia Ocidental, para constituir o quadro ao redor do qual seria criada a nova Ersatz u. Ausbildungs-Brigade HG. Em 25 de janeiro de 1945, enquanto em Rippin, a brigada foi dividida em:
- Fallschirm-Panzer-Ersatz- und Ausbildungs-Regiment 1 Hermann Göring (Major Schlutius)[63]
  - I. Grenadier-Bataillon, 1-4 companhias;
  - II Grenadier-Bataillon, 5-8 companhias;
  - III. Grenadier-Bataillon, 9ª companhia;
  - 10 (Pz.Jg);
  - 11 (s.MG);
  - 12 (Granatwerfer).
- Fallschirm-Panzer-Ersatz- und Ausbildungs-Regiment 2 Hermann Göring (Major Rudolf Graf, Major Edmund Francois)[64]
  - I. Pionier-Bataillon, 1-3 companhias;
  - II. Artillerie-Abteilung, 4-7 baterias (4. 10cm, 5. le.FH, 6. 88mm Flak, 7. 20mm/37mm Flak);
  - III. Panzer-Abteilung, 8-10 companhias (8. Panzer, 9. StuG, 10. Gren. gp.).

Apesar dessa transferência substancial de mão-de-obra, as unidades de substituição na Holanda continuaram a crescer, ajudadas pelo influxo de militares da Luftwaffe provenientes de quadros terrestres que haviam sido dissolvidos; contando com 12 mil homens na Holanda mesmo nessa data tardia. Estes militares estavam arregimentados em um Grenadier-Bataillon, um Pionier-Bataillon, um Flak-Abteilung, um Panzer-Abteilung e um Artillerie-Abteilung; os efetivos na Holanda foram renomeados Fallschirm-Jäger-Regiment 31 em 8 de fevereiro de 1945. Conforme a Frente Ocidental começou a ruir, estas unidades formaram um Sturm-Regiment zbV ("Regimento de Assalto para Funções Especiais") e abriram caminho a tiros em direção ao leste, recuando até o solo alemão. Os elementos sobreviventes renderam-se aos americanos nas cercanias de Bonn em maio.

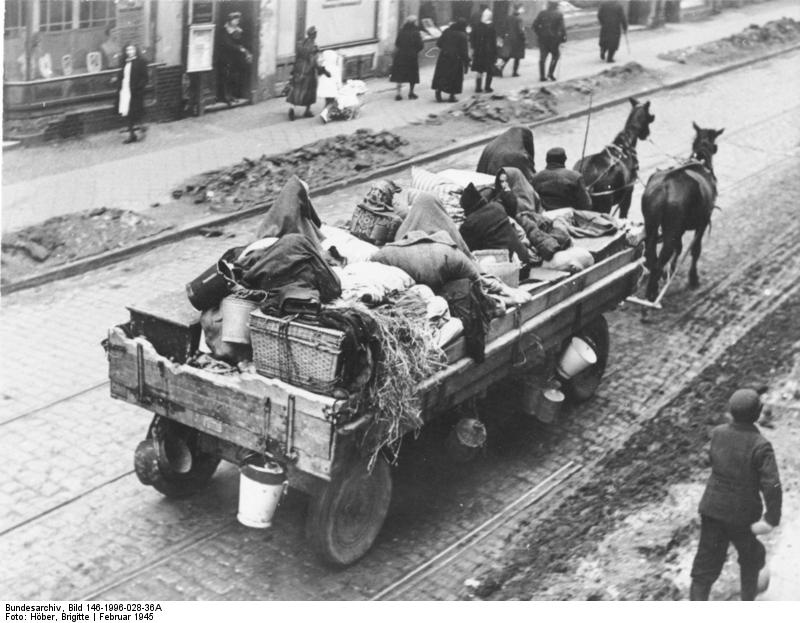
Refugiados alemães em Danzig.

Enquanto isso, o Ersatz u. Ausbildungs-Brigade HG recuava na Frente Oriental até Graudenz, incorporando-se à guarnição defendendo a cidade, a qual fora declarada Festung (fortaleza). O conceito de Fester Platz (praça fortificada), chamada Festung, foi introduzido em 8 de março de 1944 pelo Führer e previa locais permanentes que deveriam ser defendidos com especial tenacidade pela Wehrmacht, devido à sua importância operacional como centros de transporte, sem a autorização à retirada e abandono da localidade, forçando assim o cerco prolongado por parte das forças aliadas. Este cerco amarraria forças aliadas consideráveis, teoricamente enfraquecendo outros pontos na linha de forma a possibilitar contra-ataques. Além da necessidade logística e operacional, havia a lógica política e de propaganda em manter cidades maiores e bem conhecidas no mundo, mesmo que isso contradissesse a lógica militar, tornando certos lugares objetos de prestígio. A defesa de Graudenz e Danzig como praças fortes estava sob o comando do XXXXVI. Panzerkorps (46ª Corpo Blindado).
Apesar de poderosa em número, a brigada era formada em sua maioria por recrutas inexperientes conscritos à Hermann Göring. Apesar das ordens do Führer que tais fortalezas foram defendidas até o último homem e última bala, o comandante da brigada ordenou que os recrutas mais recentes e inexperientes fossem dispensados; isso permitiu que esses poucos jovens escapassem o cativeiro soviético, o qual sobreveio aos seus camaradas quando Graudenz finalmente se rendeu em 7 de março de 1945.
Com o Ersatz u. Ausbildungs-Regiment (E u.A Regt) no oeste e o Ersatz u. Ausbildungs-Brigade (E u.A Bde) no leste destruídos, os poucos remanescentes foram reunidos em uma brigada puramente nominal que foi enviada para a frente do rio Oder. Ela entrou em combate nas cercanias de Eberswalde e inevitavelmente sofreu pesadas baixas, terminando a guerra próxima a Mecklenburg.
Pessoal administrativo do Corpo Fallschirm-Panzer: Estes soldados pertencendo aos quadros administrativos do Fallschirm-Panzerkorps Hermann Göring que ainda estavam no depósito de pessoal em Berlim foram jogados nas batalhas finais pela defesa da capital do Reich em maio de 1945, onde foram totalmente aniquilados.

### Guarda-costas
Wachbataillon, Regiment General Göring: Batalhão de guarda-costas. Um destacamento de guarda especial do Wachbataillon do Regimento General Göring era designado para tarefas de proteção na propriedade do Reichsmarschall em Carinhall, cerca de 50km ao norte de Berlim. A propriedade recebia um grande número de dignatários de alto escalão e se tratava de uma tarefa de alta segurança. Era também um serviço muito popular porque proporcionava aos soldados a chance de ver de perto várias personalidades, e a própria família Göring tinha um interesse especial pelos soldados de seu regimento pessoal. Com o tempo, o destacamento original de valor pelotão cresceu para uma companhia. A companhia de guardas ficava ao lado da estrada rural e tinha um posto principal na estrada e mais dois perto da residência de Göring, além de outro posto imediatamente em frente à casa. A unidade permaneceu em serviço até o final, quando o Exército Vermelho literalmente bateu às portas da propriedade do Marechal Hermann Göring, demolindo todo o complexo com cargas de demolição. Os últimos guardas deixaram o local em 20 de abril de 1945.
Wachregiment/ Begleit-Regiment: Regimento de escolta. O Regimento de Guarda original foi dissolvido em abril de 1944 e substituído por uma nova unidade, o Begleit-Regiment Hermann Göring, consistindo num Panzergrenadier-Bataillon, um Flak-Abteilung e uma Eisenbahn-Flak-Begleit-Batterie (Bateria de Escolta Antiaérea Ferroviária); esta última consistindo em vagões ferroviárias montando armas antiaéreas. Em julho de 1944, o regimento foi enviado para a Prússia Oriental onde foi engajado em combate contra o Exército Vermelho até setembro. Retirado da frente, o regimento foi dissolvido novamente e muito do seu efetivo foi designado para os Fallschirm-Panzergrenadier-Regiment 1 e Fallschirm-Flak-Regimento. Uma nova unidade de escolta foi criada, o Begleit-Bataillon Reichsmarschall Göring, porém ela teve curta duração e foi dissolvida em março de 1945.

## Musikkorps

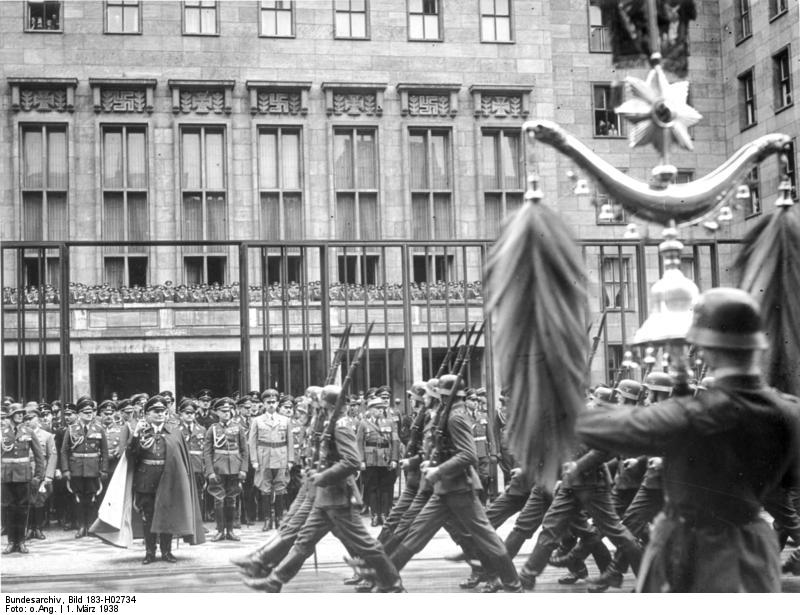
Desfile do RGG, saudado pelo patrono Hermann Göring e ao som do Musikkorps, em frente ao Ministério da Aeronáutica do Reich para comemorar o “Dia da Luftwaffe”, 3 de janeiro de 1939.

Um dos elementos mais notáveis da Hermann Göring foi o Musikkorps. Essa prestigiosa a banda de música militar mantinha a imagem da unidade no imaginário coletivo alemão, aparecendo com uniformes sotentando os distintivos de colarinho branco e braçadeira de punho de unidade especial (Ärmelstreifen) nos grandes desfiles em Berlim e na  troca da guarda do quartel-general da Luftwaffe; frequentemente tocando a marcha regimental Der Jager aus Kurpfalz de Gottfried Rode.
O Musikkorps do Regimento General Göring era notavelmente maior que as bandas militares dos seus dois competidores, os regimentos Grossdeutschland e Leibstandarte-SS. Ele foi criado com base num quadro de músicos militares do exército que foram transferidos para a Luftwaffe em 1935, sob o comando do Stabsmusikmeister Paul Hase, que também ensinava música na Universidade de Berlim. O Musikkorps logo desenvolveu uma reputação inigualável pela qualidade de suas performances, e foi extremamente inovador, introduzindo instrumentos como o saxofone, que na época eram inéditos em bandas militares. O Musikkorps até mesmo visitou as tropas na linha de frente, proporcionando um impulso muito apreciado ao moral dos soldados em campanha.

Eventualmente, no entanto, à medida que os reveses militares aumentavam, a necessidade de militares músicos foi superada pela necessidade de mão-de-obra da linha de frente. Em 1944, o Musikkorps foi dissolvido e seu efetivo absorvido na Feldgendarmerie da Divisão Hermann Göring.